# KRC Genk Ladies in het seizoen 2022/23
Deze pagina beschrijft de prestaties van voetbalclub KRC Genk Ladies in het seizoen 2022-2023.

## A-kern

### Spelerskern
| Nr.           | Naam                  | Nationaliteit | Geboortedatum |
| ------------- | --------------------- | ------------- | ------------- |
| Keepers       |                       |               |               |
| 1             | Aukje van Seijst      | Nederland     | 10-12-2000    |
| 50            | Maren Van Wijngaarden | België        | 07-01-2003    |
| 55            | Kato Vanheusden       | België        | 08-07-2002    |
| Verdedigers   |                       |               |               |
| 2             | Silke Sneyers         | België        | 17-09-1992    |
| 3             | Romy Camps            | België        | 11-01-2001    |
| 6             | Lorène Martin         | België        | 29-07-1992    |
| 11            | Janne Geers           | België        | 21-07-2001    |
| 14            | Sterre Gielen         | België        | 11-02-2002    |
| 18            | Annabelle Carroll     | Ierland       | 07-06-2006    |
| 19            | Evy Van Griensven     | Nederland     | 01-08-2006    |
| 27            | Sofie Vendelbo        | Denemarken    | 09-02-2000    |
| Middenvelders |                       |               |               |
| 4             | Luna Vanhoudt         | België        | 10-04-2004    |
| 5             | Gwyneth Vanaenrode    | België        | 25-05-2000    |
| 8             | Fleur Pauwels         | België        | 10-03-2003    |
| 10            | Sien Vandersanden     | België        | 03-05-2002    |
| 15            | Lotte Van den Steen   | België        | 26-06-1996    |
| 22            | Jorien Voets          | België        | 04-12-2003    |
| 23            | Lauren Meyers         | België        | 11-09-2003    |
| 46            | Marith De Bondt       | België        | 05-07-2002    |
| Aanvallers    |                       |               |               |
| 7             | Chiara Wielockx       | België        | 14-03-1995    |
| 9             | Lisa Petry            | België        | 12-02-2001    |
| 13            | Gwen Duijsters        | België        | 30-06-1999    |
| 16            | Thirsa De Meester     | België        | 09-10-2006    |
| 20            | Joy Kersten           | Nederland     | 03-05-2000    |
| 21            | Anissa Giuga          | België        | 09-05-2005    |
| 24            | Pia Bosmans           | België        | 20-05-2006    |
| 30            | Luna Vanzeir          | België        | 07-01-2003    |

- Aanvoerder

### Staf

#### Technische staf
| Functie              | Naam                  | Nationaliteit |
| -------------------- | --------------------- | ------------- |
| Hoofdtrainer         | Guido Brepoels        | België        |
| Keeperstrainer       | Patrick Creemers      | België        |
| Assistent-trainer    | David Pereira Antunes | België        |
| Physical Coach       | Simon Hardy           | België        |
| Video-analyst        | David Henderickx      | België        |
| Team Manager         | Hans Bergans          | België        |
| Team afgevaardigde   | Cindy Gregoor         | België        |
| Social media manager | Laura Marit           | België        |

#### Medische staf
| Functie   | Naam                | Nationaliteit |
| --------- | ------------------- | ------------- |
| Dokter    | Nathalie Odeur      | België        |
| Dokter    | Marc Van den Broeck | België        |
| Osteopaat | Gert Vandeurzen     | België        |
| Verzorger | Martin Ackermann    | België        |
| Verzorger | Fedra Van de Steene | België        |

### Transfers

#### Zomer
| Naam              | Nationaliteit     | Van/naar            |
| ----------------- | ----------------- | ------------------- |
| Inkomend          |                   |                     |
| Luna Vanzeir      | België            | Oud-Heverlee Leuven |
| Romy Camps        | België            | SV Zulte Waregem    |
| Lauren Meyers     | België            | Oud-Heverlee Leuven |
| Annabelle Carroll | Ierland Nederland | ODC Boxtel          |
| Evy Van Griensven | Nederland         | ODC Boxtel          |
| Chiara Wielockx   | België            | KV Mechelen Dames   |
| Uitgaand          |                   |                     |
| Emily Steijvers   | België            | KV Mechelen Dames   |
| Tatum Verhoeven   | Nederland         | RKSV Bekkerveld     |
| Julia Ibes        | Nederland         | FC Eindhoven        |

#### Winter
| Naam            | Nationaliteit | Van/naar            |
| --------------- | ------------- | ------------------- |
| Inkomend        |               |                     |
| Marith De Bondt | België        | Oud-Heverlee Leuven |
| Sofie Vendelbo  | Denemarken    | Aarhus GF           |

## Uitrustingen
Shirtsponsor: Wilms
Sportmerk: Nike

## A-kern

### Oefenwedstrijden A-kern
Hieronder een overzicht van de oefenwedstrijden die KRC Genk Ladies tijdens het seizoen 2022/23 speelde.
| Datum      | Thuis/Uit | Tegenstander             | Score  | Doelpuntenmaker(s) KRC Genk Ladies                                                 |
| ---------- | --------- | ------------------------ | ------ | ---------------------------------------------------------------------------------- |
| 22-07-2022 | Thuis     | Borussia Mönchengladbach | 3 – 2  |                                                                                    |
| 26-07-2022 | Uit       | VC Moldavo               | 1 – 4  |                                                                                    |
| 31-07-2022 | Thuis     | AFC Ajax                 | 1 – 2  | Geers                                                                              |
| 07-08-2022 | Thuis     | RSC Anderlecht B         | 17 – 0 | Vanzeir (3x), Petry (3x), Wielockx (4x), Geraedts, Camps, Duijsters (4x), Vanhoudt |
| 10-09-2022 | Uit       | PSV Eindhoven            | 4 – 4  |                                                                                    |
| 13-09-2022 | Uit       | Fortuna Sittard          | 3 – 2  | Petry, Martin                                                                      |
| 07-10-2022 | Thuis     | Fortuna Sittard B        | 4 – 1  |                                                                                    |

### Lotto Super League
| Wedstrijddetails                                                                | Thuisploeg                                              | Uitslag                             | Uitploeg                                                                         | Opstelling | Kaarten                                                            |
| ------------------------------------------------------------------------------- | ------------------------------------------------------- | ----------------------------------- | -------------------------------------------------------------------------------- | --- | ------------------------------------------------------------------ |
| Competitie                                                                      |                                                         |                                     |                                                                                  | |                                                                    |
| 12 augustus 2022 20:30 Fallonstadion Woluwe-Saint-Lambert Ref.: Genti Keljmendi | Fémina White Star Woluwe                                | 1 – 2                               | KRC Genk Ladies                                                                  | Van Seijst, Sneyers, Camps, Wielockx (45' Vanaenrode), Pauwels, Petry (77' Kersten), Vandersanden , Geers, Gielen, Geraedts (45' Duijsters), Vanzeir (90' Vanhoudt)                      | 80' Kersten                                                        |
| 12 augustus 2022 20:30 Fallonstadion Woluwe-Saint-Lambert Ref.: Genti Keljmendi | Verdonck 20'                                            | 1 – 0 1 – 1 1 – 2                   | 28' Vanzeir 58' Vanzeir                                                          | Van Seijst, Sneyers, Camps, Wielockx (45' Vanaenrode), Pauwels, Petry (77' Kersten), Vandersanden , Geers, Gielen, Geraedts (45' Duijsters), Vanzeir (90' Vanhoudt)                      | 80' Kersten                                                        |
| 19 augustus 2022 20:30 Genk Ref.: Thomas Vanboven                               | KRC Genk Ladies                                         | 0 – 2                               | KAA Gent Ladies                                                                  | Van Seijst, Sneyers (65' Wielockx), Camps (46' Pauwels), Vanaenrode (83' Vanhoudt), Martin, Vandersanden , Geers, Duijsters, Gielen, Kersten (46' Geraedts), Vanzeir                     |                                                                    |
| 19 augustus 2022 20:30 Genk Ref.: Thomas Vanboven                               |                                                         | 0 – 1 0 – 2                         | 17' Retsin 64' Van Daele                                                         | Van Seijst, Sneyers (65' Wielockx), Camps (46' Pauwels), Vanaenrode (83' Vanhoudt), Martin, Vandersanden , Geers, Duijsters, Gielen, Kersten (46' Geraedts), Vanzeir                     |                                                                    |
| 26 augustus 2022 20:00 Marcinelle Ref.: Sylvie Deckers                          | Royal Charleroi Sporting Club                           | 0 – 4                               | KRC Genk Ladies                                                                  | Van Seijst, Sneyers, Camps, Vanhoudt (56' Vanaenrode), Petry (84' Giuga), Vandersanden , Geers, Gielen (84' Bosmans), Geraedts, Kersten (71' Wielockx), Vanzeir (84' Duijsters)          | 49' Vandersanden                                                   |
| 26 augustus 2022 20:00 Marcinelle Ref.: Sylvie Deckers                          |                                                         | 0 – 1 0 – 2 0 – 3 0 – 4             | 24' Petry 45' Kersten 53' Geers 60' Gielen                                       | Van Seijst, Sneyers, Camps, Vanhoudt (56' Vanaenrode), Petry (84' Giuga), Vandersanden , Geers, Gielen (84' Bosmans), Geraedts, Kersten (71' Wielockx), Vanzeir (84' Duijsters)          | 49' Vandersanden                                                   |
| 17 september 2022 13:30 Pierre Cornelisstadion Aalst Ref.: Viki De Cremer       | Eendracht Aalst Ladies                                  | 1 – 5                               | KRC Genk Ladies                                                                  | Van Seijst, Sneyers, Camps, Vanhoudt (68' Vanaenrode), Martin, Petry (80' Duijsters), Vandersanden , Geers, Gielen, Kersten (80' Geraedts), Vanzeir (59' Wielockx)                       |                                                                    |
| 17 september 2022 13:30 Pierre Cornelisstadion Aalst Ref.: Viki De Cremer       | Van Caesbroeck 16' (pen.)                               | 1 – 0 1 – 1 1 – 2 1 – 3 1 – 4 1 – 5 | 36' (pen.) Kersten 67' Kersten 85' Geraedts 87' (pen.) Vandersanden 90' Geraedts | Van Seijst, Sneyers, Camps, Vanhoudt (68' Vanaenrode), Martin, Petry (80' Duijsters), Vandersanden , Geers, Gielen, Kersten (80' Geraedts), Vanzeir (59' Wielockx)                       |                                                                    |
| 30 september 2022 20:30 Genk Ref.: Pieter Vandevenne                            | KRC Genk Ladies                                         | 2 – 4                               | RSC Anderlecht                                                                   | Van Seijst, Sneyers (74' Wielockx), Camps, Vanhoudt (56' Vanaenrode), Martin (90' Geraedts), Petry, Vandersanden , Geers, Gielen (56' Duijsters), Kersten, Vanzeir                       | 60' Geers 62' Martin 74' Brepoels (T1)                             |
| 30 september 2022 20:30 Genk Ref.: Pieter Vandevenne                            | Petry 11' Vandersanden 80'                              | 1 – 0 1 – 1 1 – 2 1 – 3 2 – 3 2 – 4 | 12' Minnaert 20' Wijnants 42' Thornton 89' Thornton                              | Van Seijst, Sneyers (74' Wielockx), Camps, Vanhoudt (56' Vanaenrode), Martin (90' Geraedts), Petry, Vandersanden , Geers, Gielen (56' Duijsters), Kersten, Vanzeir                       | 60' Geers 62' Martin 74' Brepoels (T1)                             |
| 15 oktober 2022 15:30 Zulte Ref.: Jana Van Laere                                | SV Zulte Waregem                                        | 0 – 2                               | KRC Genk Ladies                                                                  | Van Seijst, Camps, Vanhoudt (64' Gielen), Vanaenrode, Martin, Pauwels, Petry, Vandersanden , Geers, Kersten (81' Duijsters), Vanzeir                                                     | 68' Martin                                                         |
| 15 oktober 2022 15:30 Zulte Ref.: Jana Van Laere                                |                                                         | 0 – 1 0 – 2                         | 45' Windels (own) 86' Duijsters                                                  | Van Seijst, Camps, Vanhoudt (64' Gielen), Vanaenrode, Martin, Pauwels, Petry, Vandersanden , Geers, Kersten (81' Duijsters), Vanzeir                                                     | 68' Martin                                                         |
| 22 oktober 2022 13:30 Genk Ref.: Caroline Lanssens                              | KRC Genk Ladies                                         | 3 – 0                               | Standard Luik                                                                    | Van Seijst, Sneyers, Camps, Vanhoudt (70' Gielen), Vanaenrode, Martin (63' Duijsters), Pauwels, Petry (85' Kersten), Vandersanden , Geers, Vanzeir                                       | 45' Martin                                                         |
| 22 oktober 2022 13:30 Genk Ref.: Caroline Lanssens                              | Vanhoudt 37' Vandersanden 55' Petry 84'                 | 1 – 0 2 – 0 3 – 0                   |                                                                                  | Van Seijst, Sneyers, Camps, Vanhoudt (70' Gielen), Vanaenrode, Martin (63' Duijsters), Pauwels, Petry (85' Kersten), Vandersanden , Geers, Vanzeir                                       | 45' Martin                                                         |
| 29 oktober 2022 20:30 Genk Ref.: Tim De Keyzer                                  | KRC Genk Ladies                                         | 4 – 0                               | KV Mechelen                                                                      | Van Seijst, Sneyers, Camps, Vanhoudt, Wielockx, Pauwels, Petry (74' Duijsters), Vandersanden (88' Voets), Geers, Gielen (46' Kersten), Vanzeir                                           |                                                                    |
| 29 oktober 2022 20:30 Genk Ref.: Tim De Keyzer                                  | Vanzeir 48' Kersten 66' (pen.) Kersten 82' Wielockx 84' | 1 – 0 2 – 0 3 – 0 4 – 0             |                                                                                  | Van Seijst, Sneyers, Camps, Vanhoudt, Wielockx, Pauwels, Petry (74' Duijsters), Vandersanden (88' Voets), Geers, Gielen (46' Kersten), Vanzeir                                           |                                                                    |
| 5 november 2022 19:00 Oud-Heverlee Ref.: Jana Van Laere                         | Oud-Heverlee Leuven                                     | 2 – 1                               | KRC Genk Ladies                                                                  | Van Seijst, Sneyers, Camps, Vanhoudt (65' Duijsters), Vanaenrode, Pauwels (46' Martin), Petry, Vandersanden (83' Wielockx), Geers (78' Gielen), Kersten, Vanzeir                         |                                                                    |
| 5 november 2022 19:00 Oud-Heverlee Ref.: Jana Van Laere                         | Detruyer 2' (pen.) Detruyer 51'                         | 1 – 0 2 – 0 2 – 1                   | 56' Martin                                                                       | Van Seijst, Sneyers, Camps, Vanhoudt (65' Duijsters), Vanaenrode, Pauwels (46' Martin), Petry, Vandersanden (83' Wielockx), Geers (78' Gielen), Kersten, Vanzeir                         |                                                                    |
| 18 november 2022 20:30 Genk Ref.: Thomas Lucas                                  | KRC Genk Ladies                                         | 2 – 0                               | Club YLA                                                                         | Van Seijst, Sneyers, Camps, Vanhoudt (68' Pauwels), Martin, Petry (81' Wielockx), Vandersanden , Gielen, Vanaenrode, Kersten, Vanzeir (68' Duijsters)                                    | 30' Vandersanden 71' Kersten                                       |
| 18 november 2022 20:30 Genk Ref.: Thomas Lucas                                  | Kersten 27' Duijsters 84'                               | 1 – 0 2 – 0                         |                                                                                  | Van Seijst, Sneyers, Camps, Vanhoudt (68' Pauwels), Martin, Petry (81' Wielockx), Vandersanden , Gielen, Vanaenrode, Kersten, Vanzeir (68' Duijsters)                                    | 30' Vandersanden 71' Kersten                                       |
| 3 december 2022 13:30 Cegeka Arena Genk Ref.: Yenthe Boogaerts                  | KRC Genk Ladies                                         | 2 – 0                               | SV Zulte Waregem                                                                 | Van Seijst, Sneyers, Camps, Vanhoudt (46' Duijsters), Martin, Petry (90' Voets), Vandersanden (84' Pauwels), Gielen, Vanaenrode, Kersten (84' Wielockx), Vanzeir                         | 37' Camps                                                          |
| 3 december 2022 13:30 Cegeka Arena Genk Ref.: Yenthe Boogaerts                  | Petry 58' Kersten 82' (pen.)                            | 1 – 0 2 – 0                         |                                                                                  | Van Seijst, Sneyers, Camps, Vanhoudt (46' Duijsters), Martin, Petry (90' Voets), Vandersanden (84' Pauwels), Gielen, Vanaenrode, Kersten (84' Wielockx), Vanzeir                         | 37' Camps                                                          |
| 10 december 2022 15:30 Angleur Ref.: Julien Gabriel                             | Standard Luik                                           | 1 – 1                               | KRC Genk Ladies                                                                  | Van Seijst, Sneyers, Camps, Vanhoudt, Vanaenrode, Martin, Petry (76' Wielockx), Vandersanden , Gielen (66' Pauwels), Kersten (76' Duijsters), Vanzeir                                    | 53' Martin 63' Vanhoudt 89' Martin                                 |
| 10 december 2022 15:30 Angleur Ref.: Julien Gabriel                             | Marinucci 67'                                           | 0 – 1 1 – 1                         | 66' Camps                                                                        | Van Seijst, Sneyers, Camps, Vanhoudt, Vanaenrode, Martin, Petry (76' Wielockx), Vandersanden , Gielen (66' Pauwels), Kersten (76' Duijsters), Vanzeir                                    | 53' Martin 63' Vanhoudt 89' Martin                                 |
| 16 december 2022 20:30 Genk Ref.: Tom Lamberigts                                | KRC Genk Ladies                                         | 1 – 0                               | Fémina White Star Woluwe                                                         | Van Seijst, Sneyers, Camps, Vanhoudt, Pauwels, Petry, Vandersanden , Gielen, Vanaenrode, Kersten, Vanzeir                                                                                |                                                                    |
| 16 december 2022 20:30 Genk Ref.: Tom Lamberigts                                | Petry                                                   | 1 – 0                               |                                                                                  | Van Seijst, Sneyers, Camps, Vanhoudt, Pauwels, Petry, Vandersanden , Gielen, Vanaenrode, Kersten, Vanzeir                                                                                |                                                                    |
| 13 januari 2023 20:30 Genk Ref.: Caroline Lanssens                              | KRC Genk Ladies                                         | 2 – 0                               | Eendracht Aalst Ladies                                                           | Van Seijst, Sneyers (66' Camps), Vanhoudt (86' Voets), Vanaenrode, Martin (75' Giuga), Wielockx (66' Duijsters), Vandersanden , Gielen, Kersten, Vanzeir                                 | 58' Vanhoudt                                                       |
| 13 januari 2023 20:30 Genk Ref.: Caroline Lanssens                              | Wielockx 10' Vanaenrode 78'                             | 1 – 0 2 – 0                         |                                                                                  | Van Seijst, Sneyers (66' Camps), Vanhoudt (86' Voets), Vanaenrode, Martin (75' Giuga), Wielockx (66' Duijsters), Vandersanden , Gielen, Kersten, Vanzeir                                 | 58' Vanhoudt                                                       |
| 20 januari 2023 20:30 Oostakker Ref.: Viki De Cremer                            | KAA Gent Ladies                                         | 1 – 0                               | KRC Genk Ladies                                                                  | Van Seijst, Camps, Vanhoudt (60' Martin), Vanaenrode (84' Voets), Wielockx, Pauwels, Petry (76' Giuga), Vandersanden , Duijsters (60' Kersten), Gielen, Vanzeir                          | 66' Gielen                                                         |
| 20 januari 2023 20:30 Oostakker Ref.: Viki De Cremer                            | Van den Heuvel 90'                                      | 1 – 0                               |                                                                                  | Van Seijst, Camps, Vanhoudt (60' Martin), Vanaenrode (84' Voets), Wielockx, Pauwels, Petry (76' Giuga), Vandersanden , Duijsters (60' Kersten), Gielen, Vanzeir                          | 66' Gielen                                                         |
| 28 januari 2023 19:00 Mechelen Ref.: Wouter Debusscher                          | KV Mechelen                                             | 0 – 4                               | KRC Genk Ladies                                                                  | Van Seijst, Camps, Vanhoudt (19' De Bondt), Vanaenrode, Wielockx (84' Giuga), Pauwels (66' Martin), Vandersanden , Duijsters, Gielen, Kersten (66' Petry), Vanzeir (84' Voets)           |                                                                    |
| 28 januari 2023 19:00 Mechelen Ref.: Wouter Debusscher                          |                                                         | 0 – 1 0 – 2 0 – 3 0 – 4             | 2' Duijsters 42' Duijsters 70' Duijsters 72' Hellinx (own)                       | Van Seijst, Camps, Vanhoudt (19' De Bondt), Vanaenrode, Wielockx (84' Giuga), Pauwels (66' Martin), Vandersanden , Duijsters, Gielen, Kersten (66' Petry), Vanzeir (84' Voets)           |                                                                    |
| 3 februari 2023 20:30 Genk Ref.: Yenthe Boogaerts                               | KRC Genk Ladies                                         | 1 – 2                               | Royal Charleroi Sporting Club                                                    | Van Seijst, Camps, Vanaenrode, Martin, Pauwels (76' De Meester T.), Petry (82' Giuga), Duijsters (46' Kersten), Gielen (46' Vandersanden), De Bondt, Vanzeir, Wielockx (46' Vendelbo)    | 57' Camps 75' Martin                                               |
| 3 februari 2023 20:30 Genk Ref.: Yenthe Boogaerts                               | Petry 37'                                               | 1 – 0 1 – 1 1 – 2                   | 66' Duterne 71' Duterne                                                          | Van Seijst, Camps, Vanaenrode, Martin, Pauwels (76' De Meester T.), Petry (82' Giuga), Duijsters (46' Kersten), Gielen (46' Vandersanden), De Bondt, Vanzeir, Wielockx (46' Vendelbo)    | 57' Camps 75' Martin                                               |
| 10 februari 2023 20:00 Zaventem Ref.: Massimiliano Ledda                        | RSC Anderlecht                                          | 2 – 0                               | KRC Genk Ladies                                                                  | Van Seijst, Camps (81' Giuga), Vanaenrode, Wielockx (72' De Meester T.), Pauwels, Petry (46' Duijsters), Vandersanden , Gielen, Kersten, Vendelbo, Vanzeir                               |                                                                    |
| 10 februari 2023 20:00 Zaventem Ref.: Massimiliano Ledda                        | Deloose 18' Toloba 84'                                  | 1 – 0 2 – 0                         |                                                                                  | Van Seijst, Camps (81' Giuga), Vanaenrode, Wielockx (72' De Meester T.), Pauwels, Petry (46' Duijsters), Vandersanden , Gielen, Kersten, Vendelbo, Vanzeir                               |                                                                    |
| 26 februari 2023 13:30 Aalter Ref.: Nigel Bottequin                             | Club YLA                                                | 2 – 2                               | KRC Genk Ladies                                                                  | Van Seijst, Camps, Vanaenrode, Martin, Wielockx (62' Petry), Vandersanden , Duijsters (84' Voets), Gielen, Kersten (81' De Meester T.), Vendelbo, Vanzeir                                | 53' Duijsters 72' Martin                                           |
| 26 februari 2023 13:30 Aalter Ref.: Nigel Bottequin                             | Ouzraoui 21' Ouzraoui 88'                               | 1 – 0 1 – 1 1 – 2 2 – 2             | 48' Abrahamsson (og) 75' Petry                                                   | Van Seijst, Camps, Vanaenrode, Martin, Wielockx (62' Petry), Vandersanden , Duijsters (84' Voets), Gielen, Kersten (81' De Meester T.), Vendelbo, Vanzeir                                | 53' Duijsters 72' Martin                                           |
| 4 maart 2023 18:00 Genk Ref.: Shona Shukrula                                    | KRC Genk Ladies                                         | 0 – 0                               | Oud-Heverlee Leuven                                                              | Van Seijst, Camps, Vanaenrode, Martin, Wielockx (81' Voets), Petry (72' De Meester T.), Vandersanden , Duijsters (90' De Bondt), Gielen, Vendelbo, Vanzeir                               |                                                                    |
| 4 maart 2023 18:00 Genk Ref.: Shona Shukrula                                    |                                                         |                                     |                                                                                  | Van Seijst, Camps, Vanaenrode, Martin, Wielockx (81' Voets), Petry (72' De Meester T.), Vandersanden , Duijsters (90' De Bondt), Gielen, Vendelbo, Vanzeir                               |                                                                    |
| Play-Off 1                                                                      |                                                         |                                     |                                                                                  | |                                                                    |
| 18 maart 2023 13:30 Genk Ref.: Caroline Lanssens                                | KRC Genk Ladies                                         | 2 – 1                               | Oud-Heverlee Leuven                                                              | Van Seijst, Camps, Vanaenrode (75' Vanhoudt), Martin, Wielockx (86' Kersten), Pauwels, Petry (68' Duijsters), Vandersanden , Gielen, De Bondt, Vanzeir                                   | 45' Vanaenrode 74' Vanzeir                                         |
| 18 maart 2023 13:30 Genk Ref.: Caroline Lanssens                                | Petry 16' Petry 42'                                     | 1 – 0 2 – 0 2 – 1                   | 82' Cranshoff                                                                    | Van Seijst, Camps, Vanaenrode (75' Vanhoudt), Martin, Wielockx (86' Kersten), Pauwels, Petry (68' Duijsters), Vandersanden , Gielen, De Bondt, Vanzeir                                   | 45' Vanaenrode 74' Vanzeir                                         |
| 21 maart 2023 20:00 Aalter Ref.: Thomas Van Gool                                | Club YLA                                                | 0 – 2                               | KRC Genk Ladies                                                                  | Van Seijst, Camps, Vanaenrode, Martin, Wielockx (83' De Meester T.), Pauwels, Petry (12' Duijsters), Vandersanden , Vendelbo, Vanzeir (65' Kersten), De Bondt                            |                                                                    |
| 21 maart 2023 20:00 Aalter Ref.: Thomas Van Gool                                |                                                         | 0 – 1 0 – 2                         | 35' (pen.) Vandersanden 46' Duijsters                                            | Van Seijst, Camps, Vanaenrode, Martin, Wielockx (83' De Meester T.), Pauwels, Petry (12' Duijsters), Vandersanden , Vendelbo, Vanzeir (65' Kersten), De Bondt                            |                                                                    |
| 24 maart 2023 20:30 Genk Ref.: Thomas Vanboven                                  | KRC Genk Ladies                                         | 2 – 0                               | KAA Gent Ladies                                                                  | Van Seijst, Camps, Vanaenrode (88' De Bondt), Martin, Wielockx (75' Kersten), Pauwels, Vandersanden (88' Giuga), Duijsters (68' De Meester T.), Gielen, Vendelbo (68' Vanhoudt), Vanzeir |                                                                    |
| 24 maart 2023 20:30 Genk Ref.: Thomas Vanboven                                  | Duijsters 13' Duijsters 50'                             | 1 – 0 2 – 0                         |                                                                                  | Van Seijst, Camps, Vanaenrode (88' De Bondt), Martin, Wielockx (75' Kersten), Pauwels, Vandersanden (88' Giuga), Duijsters (68' De Meester T.), Gielen, Vendelbo (68' Vanhoudt), Vanzeir |                                                                    |
| 1 april 2023 15:30 Angleur Ref.: Mehdi Britel                                   | Standard Luik                                           | 1 – 1                               | KRC Genk Ladies                                                                  | Van Seijst, Camps, Vanaenrode, Martin, Wielockx (45' Kersten), Pauwels, Vandersanden (63' Petry), Duijsters, Gielen, Vendelbo, Vanzeir (84' De Bondt)                                    | 51' Duijsters 60' Vanzeir 90' Vanaenrode 90+3' Martin              |
| 1 april 2023 15:30 Angleur Ref.: Mehdi Britel                                   | Coutereels 51'                                          | 0 – 1 1 – 1                         | 10' Duijsters                                                                    | Van Seijst, Camps, Vanaenrode, Martin, Wielockx (45' Kersten), Pauwels, Vandersanden (63' Petry), Duijsters, Gielen, Vendelbo, Vanzeir (84' De Bondt)                                    | 51' Duijsters 60' Vanzeir 90' Vanaenrode 90+3' Martin              |
| 15 april 2023 20:30 Genk Ref.: Yenthe Boogaerts                                 | KRC Genk Ladies                                         | 1 – 3                               | RSC Anderlecht                                                                   | Van Seijst, Camps (82' De Meester T.), Vanhoudt (46' De Bondt), Wielockx, Pauwels, Petry, Vandersanden , Duijsters (82' Giuga), Gielen, Kersten (75' Sneyers), Vendelbo                  | 68' Wielockx 68' Brepoels (T1) 78' Vandersanden                    |
| 15 april 2023 20:30 Genk Ref.: Yenthe Boogaerts                                 | Petry 49'                                               | 0 – 1 0 – 2 1 – 2 1 – 3             | 5' Jacobs 37' Toloba 78' (pen.) Wijnants                                         | Van Seijst, Camps (82' De Meester T.), Vanhoudt (46' De Bondt), Wielockx, Pauwels, Petry, Vandersanden , Duijsters (82' Giuga), Gielen, Kersten (75' Sneyers), Vendelbo                  | 68' Wielockx 68' Brepoels (T1) 78' Vandersanden                    |
| 21 april 2023 20:00 Zaventem Ref.: Kevin Alexis                                 | RSC Anderlecht                                          | 3 – 1                               | KRC Genk Ladies                                                                  | Van Seijst, Sneyers (71' Gielen), Camps, Vanaenrode, Wielockx (71' Kersten), Pauwels, Petry, Vandersanden (71' De Meester T.), Duijsters, Vanzeir, De Bondt (71' Vendelbo)               | 50' Brepoels (T1) 60' Camps 70' Wielockx 78' Ackermann (verzorger) |
| 21 april 2023 20:00 Zaventem Ref.: Kevin Alexis                                 | Thornton 15' Jacobs 51' Wijnants 86'                    | 1 – 0 1 – 1 2 – 1 3 – 1             | 39' Pauwels                                                                      | Van Seijst, Sneyers (71' Gielen), Camps, Vanaenrode, Wielockx (71' Kersten), Pauwels, Petry, Vandersanden (71' De Meester T.), Duijsters, Vanzeir, De Bondt (71' Vendelbo)               | 50' Brepoels (T1) 60' Camps 70' Wielockx 78' Ackermann (verzorger) |
| 25 april 2023 20:00 Oostakker Ref.: Ermaild Mataj                               | KAA Gent Ladies                                         | 1 – 3                               | KRC Genk Ladies                                                                  | Van Seijst, Camps, Vanaenrode (83' Vanhoudt), Pauwels, Petry (53' Duijsters), Vandersanden (71' Giuga), Gielen, De Meester T. (71' Kersten), Vendelbo, Vanzeir, De Bondt (83' Sneyers)   |                                                                    |
| 25 april 2023 20:00 Oostakker Ref.: Ermaild Mataj                               | Bouharat 53'                                            | 0 – 1 0 – 2 1 – 2 1 – 3             | 10' Petry 34' De Meester T. 72' Vanzeir                                          | Van Seijst, Camps, Vanaenrode (83' Vanhoudt), Pauwels, Petry (53' Duijsters), Vandersanden (71' Giuga), Gielen, De Meester T. (71' Kersten), Vendelbo, Vanzeir, De Bondt (83' Sneyers)   |                                                                    |
| 28 april 2023 20:30 Genk Ref.: Thomas Lucas                                     | KRC Genk Ladies                                         | 2 – 2                               | Club YLA                                                                         | Van Seijst, Camps, Vanaenrode, Martin (80' De Bondt), Pauwels (69' De Meester T.), Petry, Vandersanden , Gielen, Giuga (58' Duijsters), Vendelbo, Vanzeir                                | 68' Vanzeir 89' Duijsters                                          |
| 28 april 2023 20:30 Genk Ref.: Thomas Lucas                                     | Petry 48' Petry 79'                                     | 1 – 0 1 – 1 1 – 2 2 – 2             | 52' Heida 67' Matavkova                                                          | Van Seijst, Camps, Vanaenrode, Martin (80' De Bondt), Pauwels (69' De Meester T.), Petry, Vandersanden , Gielen, Giuga (58' Duijsters), Vendelbo, Vanzeir                                | 68' Vanzeir 89' Duijsters                                          |
| 6 mei 2023 13:30 Genk Ref.: Arno Schepers                                       | KRC Genk Ladies                                         | 2 – 0                               | Standard Luik                                                                    | Van Seijst, Camps, Vanhoudt (74' Sneyers), Martin, Wielockx (59' De Meester T.), Pauwels, Petry, Vandersanden (46' De Bondt), Gielen, Vendelbo (59' Vanaenrode), Vanzeir (86' Kersten)   | 88' Gielen                                                         |
| 6 mei 2023 13:30 Genk Ref.: Arno Schepers                                       | Vanzeir 52' Pauwels 65'                                 | 1 – 0 2 – 0                         |                                                                                  | Van Seijst, Camps, Vanhoudt (74' Sneyers), Martin, Wielockx (59' De Meester T.), Pauwels, Petry, Vandersanden (46' De Bondt), Gielen, Vendelbo (59' Vanaenrode), Vanzeir (86' Kersten)   | 88' Gielen                                                         |
| 13 mei 2023 13:30 Oud-Heverlee Ref.: Jonas Timmermans                           | Oud-Heverlee Leuven                                     | 4 – 1                               | KRC Genk Ladies                                                                  | Van Seijst, Camps, Vanhoudt, Vanaenrode (83' Wielockx), Martin, Pauwels, Petry (83' Giuga), Gielen , De Meester T. (46' Kersten), De Bondt (46' Sneyers), Vanzeir (83' Bosmans)          |                                                                    |
| 13 mei 2023 13:30 Oud-Heverlee Ref.: Jonas Timmermans                           | Van Dijk 27' Van Belle 28' Van Dijk 45' Van Dijk 65'    | 1 – 0 2 – 0 2 – 1 3 – 1 4 – 1       | 35' Petry                                                                        | Van Seijst, Camps, Vanhoudt, Vanaenrode (83' Wielockx), Martin, Pauwels, Petry (83' Giuga), Gielen , De Meester T. (46' Kersten), De Bondt (46' Sneyers), Vanzeir (83' Bosmans)          |                                                                    |

#### Overzicht
| Speeldag  | 1 | 2 | 3 | 4 | 5 | 6  | 7  | 8  | 9  | 10 | 11 | 12 | 13 | 14 | 15 | 16 | 17 | 18 | 19 | 20 |  | 1  | 2  | 3  | 4  | 5  | 6  | 7  | 8  | 9  | 10 |
| --------- | - | - | - | - | - | -- | -- | -- | -- | -- | -- | -- | -- | -- | -- | -- | -- | -- | -- | -- |  | -- | -- | -- | -- | -- | -- | -- | -- | -- | -- |
| Resultaat | w | v | w | w | v | w  | w  | w  | v  | w  | w  | g  | w  | w  | v  | w  | v  | v  | g  | g  |  | w  | w  | w  | g  | v  | v  | w  | g  | w  | v  |
| Punten    | 3 | 3 | 6 | 9 | 9 | 12 | 15 | 18 | 18 | 21 | 24 | 25 | 28 | 31 | 31 | 34 | 34 | 34 | 35 | 36 |  | 21 | 24 | 27 | 28 | 28 | 28 | 31 | 32 | 35 | 35 |

### Beker van BelgiëA-kern
| Wedstrijddetails                                                                | Thuisploeg                                    | Uitslag | Uitploeg | Opstelling | Kaarten                                                    |
| ------------------------------------------------------------------------------- | --------------------------------------------- | --- | --- | --- | ---------------------------------------------------------- |
| Vierde ronde                                                                    |                                               | | | |                                                            |
| 24 september 2022 15:00 Stade Christian Deshorme Momignies Ref.: Pascal Neuwart | E.S. Mominoise                                | 0 – 32 | KRC Genk Ladies | Van Seijst, Vanhoudt, Vanaenrode, Martin (66’ Meyers), Wielockx, Petry (66’ Van Griensven), Vandersanden (66’ Kersten), Gielen (66’ Pauwels), Voets, Vanzeir                               |                                                            |
| 24 september 2022 15:00 Stade Christian Deshorme Momignies Ref.: Pascal Neuwart |                                               | 0 – 1 0 – 2 0 – 3 0 – 4 0 – 5 0 – 6 0 – 7 0 – 8 0 – 9 0 – 10 0 – 11 0 – 12 0 – 13 0 – 14 0 – 15 0 – 16 0 – 17 0 – 18 0 – 19 0 – 20 0 – 21 0 – 22 0 – 23 0 – 24 0 – 25 0 – 26 0 – 27 0 – 28 0 – 29 0 – 30 0 – 31 0 – 32 | 2' Petry 4' Wielockx 7' Voets 8' Wielockx 11' Martin 12' Wielockx 13' Wielockx 16' Wielockx 22' Duijsters 24' Vanzeir 25' Petry 27' Duijsters 30' Duijsters 31' Wielockx 32' Vandersanden 39' Vanzeir 40' Vanzeir 47' Wielockx 54' Wielockx 56' Vanhoudt 59' Duijsters 70' Duijsters 72' Kersten 79' Duijsters 80' Kersten 82' Voets 83' Vanzeir 85' Meyers 88' Vanzeir 89' Meyers 90' Meyers 90' Vanzeir | Van Seijst, Vanhoudt, Vanaenrode, Martin (66’ Meyers), Wielockx, Petry (66’ Van Griensven), Vandersanden (66’ Kersten), Gielen (66’ Pauwels), Voets, Vanzeir                               |                                                            |
| 1/8ste finale                                                                   |                                               | | | |                                                            |
| 1 november 2022 16:30 Wingene Ref.: Jonas Van Wonterghem                        | KSK Voorwaarts Zwevezele                      | 1 – 7 | KRC Genk Ladies | Van Wijngaarden, Sneyers (45' Geers), Camps (45' Vanhoudt), Vanaenrode, Martin, Wielockx (66' Voets), Vandersanden (45' Pauwels), Duijsters, Gielen Kersten, Vanzeir (45' Petry)           |                                                            |
| 1 november 2022 16:30 Wingene Ref.: Jonas Van Wonterghem                        | Ver Eecke 56'                                 | 0 – 1 0 – 2 0 – 3 0 – 4 1 – 4 1 – 5 1 – 6 1 – 7 | 4' Duijsters 7' Kersten 32' Vanzeir 35' Wielockx 58' Wielockx 66' Wielockx 70' Voets | Van Wijngaarden, Sneyers (45' Geers), Camps (45' Vanhoudt), Vanaenrode, Martin, Wielockx (66' Voets), Vandersanden (45' Pauwels), Duijsters, Gielen Kersten, Vanzeir (45' Petry)           |                                                            |
| Kwartfinale                                                                     |                                               | | | |                                                            |
| 29 november 2022 20:00 Marcinelle Ref.: Raouf Ben Ahmed                         | Royal Charleroi Sporting Club                 | 0 – 3 | KRC Genk Ladies | Van Seijst, Sneyers, Camps, Vanhoudt (73' Wielockx), Vanaenrode (80' Voets), Martin, Pauwels, Petry (73' Duijsters), Gielen , Kersten, Vanzeir                                             | 80' Kersten                                                |
| 29 november 2022 20:00 Marcinelle Ref.: Raouf Ben Ahmed                         |                                               | 0 – 1 0 – 2 0 – 3 | 6' Vanzeir 70' Kersten 73' Kersten | Van Seijst, Sneyers, Camps, Vanhoudt (73' Wielockx), Vanaenrode (80' Voets), Martin, Pauwels, Petry (73' Duijsters), Gielen , Kersten, Vanzeir                                             | 80' Kersten                                                |
| Halve finale                                                                    |                                               | | | |                                                            |
| 11 maart 2023 16:15 Aalter Ref.: Niels Bossuyt                                  | Club YLA                                      | 1 – 2 | KRC Genk Ladies | Van Seijst, Camps, Vanaenrode, Martin (77' De Bondt), Wielockx (65' Kersten), Pauwels (46' Duijsters), Petry, Vandersanden , Gielen, Vendelbo, Vanzeir                                     | 20' Pauwels 53' Martin 67' Vanzeir 68' Van Seijst          |
| 11 maart 2023 16:15 Aalter Ref.: Niels Bossuyt                                  | Vanmechelen 68'                               | 0 – 1 0 – 2 1 – 2 | 25' Wielockx 30' Vendelbo | Van Seijst, Camps, Vanaenrode, Martin (77' De Bondt), Wielockx (65' Kersten), Pauwels (46' Duijsters), Petry, Vandersanden , Gielen, Vendelbo, Vanzeir                                     | 20' Pauwels 53' Martin 67' Vanzeir 68' Van Seijst          |
| Finale                                                                          |                                               | | | |                                                            |
| 18 mei 2023 18:00 Maurice Dufrasnestadion Luik Ref.: Jana Van Laere             | Standard Luik                                 | 3 – 0 | KRC Genk Ladies | Van Seijst, Camps, Vanaenrode, Martin (95' De Bondt), Wielockx (46' Duijsters), Pauwels (62' De Meester T.), Petry, Vandersanden , Gielen, Vendelbo (110' Vanhoudt), Vanzeir (85' Kersten) | 26' Wielockx 90' Martin 102' Van Seijst 112' De Meester T. |
| 18 mei 2023 18:00 Maurice Dufrasnestadion Luik Ref.: Jana Van Laere             | Camps 99' (e.d.) Van Eynde 100' Janssens 115' | 1 – 0 2 – 0 3 – 0 | | Van Seijst, Camps, Vanaenrode, Martin (95' De Bondt), Wielockx (46' Duijsters), Pauwels (62' De Meester T.), Petry, Vandersanden , Gielen, Vendelbo (110' Vanhoudt), Vanzeir (85' Kersten) | 26' Wielockx 90' Martin 102' Van Seijst 112' De Meester T. |

## Beloften

### Oefenwedstrijden Beloften
Hieronder een overzicht van de oefenwedstrijden die KRC Genk Ladies B tijdens het seizoen 2022/23 speelde.
| Datum      | Thuis/Uit | Tegenstander      | Score  |
| ---------- | --------- | ----------------- | ------ |
| 30-07-2022 | Thuis     | RWDM Girls        | 3 – 1  |
| 07-08-2022 | Uit       | KVC Westerlo      | 0 – 1  |
| 13-08-2022 | Thuis     | KVK Tienen        | 4 – 0  |
| 30-08-2022 | Uit       | Sint-Truidense VV | 0 – 0  |
| 07-01-2023 | Thuis     | Fortuna Sittard B | 11 – 0 |

### Vrouwen 1ste Nationale
| Wedstrijddetails                                             | Thuisploeg                                                                     | Uitslag                                         | Uitploeg                                                                             | Opstelling | Kaarten                                  |
| ------------------------------------------------------------ | ------------------------------------------------------------------------------ | ----------------------------------------------- | ------------------------------------------------------------------------------------ | --- | ---------------------------------------- |
| Competitie                                                   |                                                                                |                                                 |                                                                                      | |                                          |
| 27 augustus 2022 15:00 Wuustwezel Ref.: Yves Valgaeren       | K. Wuustwezel FC                                                               | 0 – 5                                           | KRC Genk Ladies B                                                                    | Van Wijngaarden, Van Griensven, Meyers, De Meester J. (66' Ketelslegers), Bauwens, Groven (66' Jacobs), Jermei (55' Gielen), Van Olmen (62' Beyens), Paepen, Sevarts, Gimenez-Tronconi                          |                                          |
| 27 augustus 2022 15:00 Wuustwezel Ref.: Yves Valgaeren       |                                                                                | 0 – 1 0 – 2 0 – 3 0 – 4 0 – 5                   | 19' De Meester J. 33' De Meester J. 36' Meyers 74' Meyers 80' Meyers                 | Van Wijngaarden, Van Griensven, Meyers, De Meester J. (66' Ketelslegers), Bauwens, Groven (66' Jacobs), Jermei (55' Gielen), Van Olmen (62' Beyens), Paepen, Sevarts, Gimenez-Tronconi                          |                                          |
| 6 september 2022 20:00 Genk Ref.: Omer Alpak                 | KRC Genk Ladies B                                                              | 4 – 1                                           | Standard de Liège B                                                                  | Van Wijngaarden, Martin, Duijsters, Van den Steen (71' De Meester J.), De Meester T. (71' Gimenez-Tronconi), Giuga (14' Bauwens), Voets, Meyers, Bosmans, Groven , Paepen                                       |                                          |
| 6 september 2022 20:00 Genk Ref.: Omer Alpak                 | Bosmans 8' Van den Steen 45' Duijsters 55' De Meester J. 81'                   | 1 – 0 2 – 0 3 – 0 3 – 1 4 – 1                   | 65' Thibaux                                                                          | Van Wijngaarden, Martin, Duijsters, Van den Steen (71' De Meester J.), De Meester T. (71' Gimenez-Tronconi), Giuga (14' Bauwens), Voets, Meyers, Bosmans, Groven , Paepen                                       |                                          |
| 10 september 2022 17:00 Chastre Ref.: Eddy Swiggers          | ASE de Chastre                                                                 | 0 – 3                                           | KRC Genk Ladies B                                                                    | Collette, De Meester T. (77' Van Olmen), Van Griensven, Meyers, Bosmans, De Meester J., Bauwens (70' Gielen), Groven , Paepen, Beyens (70' Janssen), Gimenez-Tronconi (83' Sevarts)                             |                                          |
| 10 september 2022 17:00 Chastre Ref.: Eddy Swiggers          |                                                                                | 0 – 1 0 – 2 0 – 3                               | 27' Groven 54' Meyers 86' Janssen                                                    | Collette, De Meester T. (77' Van Olmen), Van Griensven, Meyers, Bosmans, De Meester J., Bauwens (70' Gielen), Groven , Paepen, Beyens (70' Janssen), Gimenez-Tronconi (83' Sevarts)                             |                                          |
| 17 september 2022 15:00 Genk Ref.: Johan Peters              | KRC Genk Ladies B                                                              | 3 – 2                                           | RAEC Mons                                                                            | Collette, Van den Steen, Van Griensven, Meyers (78' Waltens), De Meester J., Bauwens, Groven , Paepen (62' Gielen), Sevarts (70' Van Olmen), Beyens (70' Janssen), Gimenez-Tronconi (46' Bosmans)               | 15' Van Griensven 23' Meyers 74' Bauwens |
| 17 september 2022 15:00 Genk Ref.: Johan Peters              | Beyens 27' Beyens 33' Van Olmen 83'                                            | 0 – 1 0 – 2 1 – 2 2 – 2 3 – 2                   | 16' Vos 18' Cornez                                                                   | Collette, Van den Steen, Van Griensven, Meyers (78' Waltens), De Meester J., Bauwens, Groven , Paepen (62' Gielen), Sevarts (70' Van Olmen), Beyens (70' Janssen), Gimenez-Tronconi (46' Bosmans)               | 15' Van Griensven 23' Meyers 74' Bauwens |
| 1 oktober 2022 15:00 Mol Ref.: Mathias Verreckt              | VC Moldavo                                                                     | 2 – 0                                           | KRC Genk Ladies B                                                                    | Vanheusden, Sevarts (30' Collette), Bauwens (67' Gielen), Groven , Van den Steen, De Meester J., Van Griensven (45' Janssen), Paepen (73' Gimenez-Tronconi), Voets, Meyers, Bosmans (73' Van Olmen)             | 30' Vanheusden                           |
| 1 oktober 2022 15:00 Mol Ref.: Mathias Verreckt              | Steyvers 42' Peeters 61'                                                       | 1 – 0 2 – 0                                     |                                                                                      | Vanheusden, Sevarts (30' Collette), Bauwens (67' Gielen), Groven , Van den Steen, De Meester J., Van Griensven (45' Janssen), Paepen (73' Gimenez-Tronconi), Voets, Meyers, Bosmans (73' Van Olmen)             | 30' Vanheusden                           |
| 15 oktober 2022 15:00 Genk Ref.: Lennert Jamaer              | KRC Genk Ladies B                                                              | 1 – 1                                           | Kontich FC A                                                                         | Van Wijngaarden, Van Griensven (85' Van Olmen), Voets, Meyers, Bosmans, De Meester J., Bauwens, Groven , Paepen (76' Gielen), Beyens (63' Janssen), Gimenez-Tronconi (76' Sevarts)                              |                                          |
| 15 oktober 2022 15:00 Genk Ref.: Lennert Jamaer              | Bosmans 68'                                                                    | 1 – 0 1 – 1                                     | 34' Michez                                                                           | Van Wijngaarden, Van Griensven (85' Van Olmen), Voets, Meyers, Bosmans, De Meester J., Bauwens, Groven , Paepen (76' Gielen), Beyens (63' Janssen), Gimenez-Tronconi (76' Sevarts)                              |                                          |
| 22 oktober 2022 17:00 Westerlo Ref.: Luc Meel                | KVC Westerlo                                                                   | 3 – 0                                           | KRC Genk Ladies B                                                                    | Vanheusden, Van Griensven, Bosmans, De Meester J. (73' Janssen), Ketelslegers (73' Vandeurzen), Bauwens, Gielen C., Groven , Van Olmen (58' Sevarts), Paepen (64' Gimenez-Tronconi), Beyens (73' Vander Kracht) | 56' Groven 77' Bauwens                   |
| 22 oktober 2022 17:00 Westerlo Ref.: Luc Meel                | Van Gils 55' Thys 57' Koch 75'                                                 | 1 – 0 2 – 0 3 – 0                               |                                                                                      | Vanheusden, Van Griensven, Bosmans, De Meester J. (73' Janssen), Ketelslegers (73' Vandeurzen), Bauwens, Gielen C., Groven , Van Olmen (58' Sevarts), Paepen (64' Gimenez-Tronconi), Beyens (73' Vander Kracht) | 56' Groven 77' Bauwens                   |
| 29 oktober 2022 15:00 Genk Ref.: Irfan Acikgoz               | KRC Genk Ladies B                                                              | 0 – 3                                           | KSK Voorwaarts Zwevezele                                                             | Vanheusden, Van Griensven (46' Sevarts), Voets, Meyers (50' Van Olmen), Bosmans, De Meester J., Bauwens, Groven , Paepen (65' Ketelslegers), Beyens (65' Gielen), Gimenez-Tronconi (46' Janssen)                |                                          |
| 29 oktober 2022 15:00 Genk Ref.: Irfan Acikgoz               |                                                                                | 0 – 1 0 – 2 0 – 3                               | 7' Vandenbroucke 25' Vandenbroucke 58' Veegaete                                      | Vanheusden, Van Griensven (46' Sevarts), Voets, Meyers (50' Van Olmen), Bosmans, De Meester J., Bauwens, Groven , Paepen (65' Ketelslegers), Beyens (65' Gielen), Gimenez-Tronconi (46' Janssen)                |                                          |
| 5 november 2022 18:30 Anderlecht Ref.: Alex Levis Domtchueng | RSC Anderlecht B                                                               | 0 – 3                                           | KRC Genk Ladies B                                                                    | Van Wijngaarden, Jacobs, De Meester J. (72' Versluijs), Van Griensven, Ketelslegers (72' Prevost), Gielen, Bosmans (80' Bauwens), Beyens (78' Janssen), Gimenez-Tronconi (80' Vander Kracht), Paepen, Groven    |                                          |
| 5 november 2022 18:30 Anderlecht Ref.: Alex Levis Domtchueng |                                                                                | 0 – 1 0 – 2 0 – 3                               | 2' Bosmans 25' Ketelslegers 45' Ketelslegers                                         | Van Wijngaarden, Jacobs, De Meester J. (72' Versluijs), Van Griensven, Ketelslegers (72' Prevost), Gielen, Bosmans (80' Bauwens), Beyens (78' Janssen), Gimenez-Tronconi (80' Vander Kracht), Paepen, Groven    |                                          |
| 12 november 2022 15:00 Genk Ref.: Ak Alparslan               | KRC Genk Ladies B                                                              | 3 – 5                                           | KAA Gent Ladies B                                                                    | Van Wijngaarden, Van Griensven, Voets, Bosmans (30' Bauwens), De Meester J., Ketelslegers (60' Sevarts), Gielen, Groven (75' Jacobs), Paepen, Beyens (75' Versluijs), Gimenez-Tronconi (60' Janssen)            |                                          |
| 12 november 2022 15:00 Genk Ref.: Ak Alparslan               | De Meester J. 18' Ketelslegers 30' De Meester J. 84'                           | 0 – 1 1 – 1 1 – 2 2 – 2 2 – 3 3 – 3 3 – 4 3 – 5 | 3' Nuyens 25' Nuyens 53' Nuyens 86' Braems 89' Beausaert                             | Van Wijngaarden, Van Griensven, Voets, Bosmans (30' Bauwens), De Meester J., Ketelslegers (60' Sevarts), Gielen, Groven (75' Jacobs), Paepen, Beyens (75' Versluijs), Gimenez-Tronconi (60' Janssen)            |                                          |
| 20 november 2022 19:30 Tienen Ref.: Jarko Huens              | KVK Tienen A                                                                   | 1 – 3                                           | KRC Genk Ladies B                                                                    | Van Wijngaarden, Van Griensven (80' Ketelslegers), Voets, Meyers, Bosmans, De Meester J. (68' Giuga), Bauwens, Groven (80' Jacobs), Paepen, Beyens (68' Gielen), Gimenez-Tronconi (68' Sevarts)                 |                                          |
| 20 november 2022 19:30 Tienen Ref.: Jarko Huens              | Sempels 68'                                                                    | 0 – 1 0 – 2 0 – 3 1 – 3                         | 38' Meyers 48' De Meester J. 58' Groven                                              | Van Wijngaarden, Van Griensven (80' Ketelslegers), Voets, Meyers, Bosmans, De Meester J. (68' Giuga), Bauwens, Groven (80' Jacobs), Paepen, Beyens (68' Gielen), Gimenez-Tronconi (68' Sevarts)                 |                                          |
| 26 november 2022 15:00 Genk Ref.: Johnny Schut               | KRC Genk Ladies B                                                              | 4 – 0                                           | Famkes Westhoek Diksmuide Merkem                                                     | Van Wijngaarden, Duijsters (63' De Meester J.), Van Griensven, Giuga (45' Bosmans), Voets, Meyers, Bauwens (45' Beyens), Gielen, Groven (72' Ketelslegers), Paepen, Gimenez-Tronconi                            |                                          |
| 26 november 2022 15:00 Genk Ref.: Johnny Schut               | Duijsters 9' Duijsters 21' Bosmans 67' De Meester J. 83'                       | 1 – 0 2 – 0 3 – 0 4 – 0                         |                                                                                      | Van Wijngaarden, Duijsters (63' De Meester J.), Van Griensven, Giuga (45' Bosmans), Voets, Meyers, Bauwens (45' Beyens), Gielen, Groven (72' Ketelslegers), Paepen, Gimenez-Tronconi                            |                                          |
| 2 december 2022 20:00 Genk Ref.: Yannick Kenis               | KRC Genk Ladies B                                                              | 2 – 4                                           | OH Leuven B                                                                          | Van Wijngaarden, Van Griensven, Giuga (65' Beyens), Meyers (72' Sevarts), Bosmans, De Meester J., Bauwens (65' Gielen), Groven , Jacobs (86' Ketelslegers), Paepen, Gimenez-Tronconi (72' Janssen)              |                                          |
| 2 december 2022 20:00 Genk Ref.: Yannick Kenis               | Paepen 7' Meyers 14'                                                           | 1 – 0 2 – 0 2 – 1 2 – 2 2 – 3 2 – 4             | 39' Van Dijk 42' Van Dijk 51' Coenraets 82' Loeman                                   | Van Wijngaarden, Van Griensven, Giuga (65' Beyens), Meyers (72' Sevarts), Bosmans, De Meester J., Bauwens (65' Gielen), Groven , Jacobs (86' Ketelslegers), Paepen, Gimenez-Tronconi (72' Janssen)              |                                          |
| 10 december 2022 17:00 Rocourt Ref.: Michael Addai           | RFC de Liège A                                                                 | 1 – 1                                           | KRC Genk Ladies B                                                                    | Collette, Van Griensven, Giuga , Meyers, Bosmans (70' Jacobs), De Meester J., Bauwens, Gielen, Paepen, Beyens, Janssen (70' Sevarts)                                                                            | 77' Meyers                               |
| 10 december 2022 17:00 Rocourt Ref.: Michael Addai           | Paulus 9'                                                                      | 1 – 0 1 – 1                                     | 15' De Meester J.                                                                    | Collette, Van Griensven, Giuga , Meyers, Bosmans (70' Jacobs), De Meester J., Bauwens, Gielen, Paepen, Beyens, Janssen (70' Sevarts)                                                                            | 77' Meyers                               |
| 17 december 2022 16:00 Genk Ref.: Veli Gemici                | KRC Genk Ladies B                                                              | 0 – 0                                           | SV Zulte Waregem B                                                                   | |                                          |
| 17 december 2022 16:00 Genk Ref.: Veli Gemici                |                                                                                |                                                 |                                                                                      | |                                          |
| 14 januari 2023 14:30 Genk Ref.: Robin Van Gompel            | KRC Genk Ladies B                                                              | 5 – 3                                           | K. Wuustwezel FC                                                                     | Van Wijngaarden, De Meester T. (46' Gielen), Carroll (46' Beyens), Van Griensven, Giuga (85' Fourrier), Meyers (77' Van Olmen), Bosmans, Bauwens, Paepen , Janssen, Gimenez-Tronconi                            | 55' Bosmans                              |
| 14 januari 2023 14:30 Genk Ref.: Robin Van Gompel            | Paepen 16' Beyens 78' Beyens 85' Beyens 86' Paepen 90'                         | 1 – 0 1 – 1 1 – 2 2 – 2 3 – 2 4 – 2 4 – 3 5 – 3 | 28' Beyers 34' Van Den Bergh 90' Van Den Bergh                                       | Van Wijngaarden, De Meester T. (46' Gielen), Carroll (46' Beyens), Van Griensven, Giuga (85' Fourrier), Meyers (77' Van Olmen), Bosmans, Bauwens, Paepen , Janssen, Gimenez-Tronconi                            | 55' Bosmans                              |
| 28 januari 2023 15:30 Genk Ref.: Luc Santermans              | KRC Genk Ladies B                                                              | 5 – 1                                           | ASE de Chastre                                                                       | Bils, De Meester T., Carroll (75' Loyen), Meyers, Bosmans, Bauwens , Gielen, Versluijs (46' Ketelslegers), Beyens (67' Van Olmen), Janssen (67' Vander Kracht), Gimenez-Tronconi (77' De Meester J.)            |                                          |
| 28 januari 2023 15:30 Genk Ref.: Luc Santermans              | De Meester T. 1' Bauwens 37' De Meester T. 44' De Meester T. 55' Versluijs 59' | 1 – 0 2 – 0 3 – 0 4 – 0 5 – 0 5 – 1             | 75' Nkada                                                                            | Bils, De Meester T., Carroll (75' Loyen), Meyers, Bosmans, Bauwens , Gielen, Versluijs (46' Ketelslegers), Beyens (67' Van Olmen), Janssen (67' Vander Kracht), Gimenez-Tronconi (77' De Meester J.)            |                                          |
| 4 februari 2023 17:00 Mons Ref.: Raouf Ben Ahmed             | RAEC Mons                                                                      | 1 – 0                                           | KRC Genk Ladies B                                                                    | Van Wijngaarden, De Meester T., Carroll (65' Gielen), Voets, Meyers, Bosmans, Ketelslegers (68' De Meester J.), Bauwens , Beyens (80' Van Olmen), Janssen (80' Versluijs), Vander Kracht                        | 85' Bosmans                              |
| 4 februari 2023 17:00 Mons Ref.: Raouf Ben Ahmed             | Leclercq 32'                                                                   | 1 – 0                                           |                                                                                      | Van Wijngaarden, De Meester T., Carroll (65' Gielen), Voets, Meyers, Bosmans, Ketelslegers (68' De Meester J.), Bauwens , Beyens (80' Van Olmen), Janssen (80' Versluijs), Vander Kracht                        | 85' Bosmans                              |
| 11 februari 2023 15:00 Genk Ref.: Robin Van Gompel           | KRC Genk Ladies B                                                              | 1 – 0                                           | VC Moldavo                                                                           | Van Wijngaarden, De Meester T., Carroll (74' Van Griensven), Giuga (83' Ketelslegers), Voets, Meyers (74' Gielen), Bosmans (60' De Meester J.), Bauwens , Knols, Beyens, Janssen (74' Van Olmen)                | 76' Knols                                |
| 11 februari 2023 15:00 Genk Ref.: Robin Van Gompel           | Giuga 24'                                                                      | 1 – 0                                           |                                                                                      | Van Wijngaarden, De Meester T., Carroll (74' Van Griensven), Giuga (83' Ketelslegers), Voets, Meyers (74' Gielen), Bosmans (60' De Meester J.), Bauwens , Knols, Beyens, Janssen (74' Van Olmen)                | 76' Knols                                |
| 25 februari 2023 15:00 Genk Ref.: Ozcan Pinarci              | KRC Genk Ladies B                                                              | 1 – 4                                           | KVC Westerlo                                                                         | Van Wijngaarden, De Meester T. (76' Knols), Carroll, Van Griensven (80' Janssen), Giuga (46' De Meester J.), Voets (62' Beyens), Meyers (79' Ketelslegers), Bosmans, Bauwens , Gielen, Gimenez-Tronconi         | 77' Gielen                               |
| 25 februari 2023 15:00 Genk Ref.: Ozcan Pinarci              | Bauwens 45'                                                                    | 0 – 1 1 – 1 1 – 2 1 – 3 1 – 4                   | 41' Van Gils 57' Labro 73' Reynders 83' Van Gils                                     | Van Wijngaarden, De Meester T. (76' Knols), Carroll, Van Griensven (80' Janssen), Giuga (46' De Meester J.), Voets (62' Beyens), Meyers (79' Ketelslegers), Bosmans, Bauwens , Gielen, Gimenez-Tronconi         | 77' Gielen                               |
| 1 maart 2023 19:30 Angleur Ref.: Thibault Picard             | Standard Luik B                                                                | 0 – 0                                           | KRC Genk Ladies B                                                                    | Van Wijngaarden, De Meester T., Carroll (85' Ketelslegers), Van Griensven (46' De Meester J.), Giuga (85' Janssen), Meyers (72' Vander Kracht), Bosmans, Bauwens , Gielen, Knols, Gimenez-Tronconi (72' Beyens) |                                          |
| 1 maart 2023 19:30 Angleur Ref.: Thibault Picard             |                                                                                |                                                 |                                                                                      | Van Wijngaarden, De Meester T., Carroll (85' Ketelslegers), Van Griensven (46' De Meester J.), Giuga (85' Janssen), Meyers (72' Vander Kracht), Bosmans, Bauwens , Gielen, Knols, Gimenez-Tronconi (72' Beyens) |                                          |
| 4 maart 2023 14:30 Wingene Ref.: Germain Van Oost            | KSK Voorwaarts Zwevezele                                                       | 2 – 1                                           | KRC Genk Ladies B                                                                    | Bils, Carroll (57' Paepen), Meyers (46' Groven), Bosmans, De Meester J., Bauwens , Gielen, Knols (68' Janssen), Beyens, Vander Kracht, Gimenez-Tronconi (56' Ketelslegers)                                      | 28' Gimenez-Troconi 73' Beyens           |
| 4 maart 2023 14:30 Wingene Ref.: Germain Van Oost            | Vandenbroucke 60' Vandenbroucke 74'                                            | 1 – 0 1 – 1 2 – 1                               | 73' Beyens                                                                           | Bils, Carroll (57' Paepen), Meyers (46' Groven), Bosmans, De Meester J., Bauwens , Gielen, Knols (68' Janssen), Beyens, Vander Kracht, Gimenez-Tronconi (56' Ketelslegers)                                      | 28' Gimenez-Troconi 73' Beyens           |
| 11 maart 2023 15:00 Genk Ref.: Xander Drees                  | KRC Genk Ladies B                                                              | 2 – 2                                           | RSC Anderlecht B                                                                     | Bils, Sneyers (66' De Meester J.), Van Griensven (66' Knols), Voets (72' Groven), Ketelslegers (66' Paepen), Bauwens , Gielen, Beyens, Janssen, Vander Kracht, Gimenez-Tronconi                                 |                                          |
| 11 maart 2023 15:00 Genk Ref.: Xander Drees                  | Beyens 56' Gimenez-Tronconi 89'                                                | 1 – 0 1 – 1 1 – 2 2 – 2                         | 69' Detry 82' Zang Bikoula                                                           | Bils, Sneyers (66' De Meester J.), Van Griensven (66' Knols), Voets (72' Groven), Ketelslegers (66' Paepen), Bauwens , Gielen, Beyens, Janssen, Vander Kracht, Gimenez-Tronconi                                 |                                          |
| 18 maart 2023 15:00 Wondelgem Ref.: Enzo De Paepe            | KAA Gent Ladies B                                                              | 2 – 3                                           | KRC Genk Ladies B                                                                    | Bils, Sneyers, Van Griensven, Giuga (68' Knols), Voets (88' Vander Kracht), Meyers (68' Beyens), Gimenez-Tronconi, Paepen (61' Gielen), Janssen, De Meester J., Bauwens                                         | 29' Gimenez-Troconi                      |
| 18 maart 2023 15:00 Wondelgem Ref.: Enzo De Paepe            | Bouharat 30' (pen.) Bangoura 76'                                               | 1 – 0 1 – 1 1 – 2 2 – 2 2 – 3                   | 51' Van Griensven 68' Meyers 85' Voets                                               | Bils, Sneyers, Van Griensven, Giuga (68' Knols), Voets (88' Vander Kracht), Meyers (68' Beyens), Gimenez-Tronconi, Paepen (61' Gielen), Janssen, De Meester J., Bauwens                                         | 29' Gimenez-Troconi                      |
| 25 maart 2023 15:00 Genk Ref.: Chris Smeets                  | KRC Genk Ladies B                                                              | 1 – 2                                           | KVK Tienen A                                                                         | Van Wijngaarden, Sneyers (87' Sneyers), Vanhoudt, Van Griensven, Voets, Meyers (78' Groven), Bosmans, De Meester J. (78' Van Olmen), Bauwens (64' Vander Kracht), Gielen, Knols (78' Beyens)                    | 90' Paepen                               |
| 25 maart 2023 15:00 Genk Ref.: Chris Smeets                  | Voets 24'                                                                      | 0 – 1 1 – 1 1 – 2                               | 16' De Keyzer 90' Scheers                                                            | Van Wijngaarden, Sneyers (87' Sneyers), Vanhoudt, Van Griensven, Voets, Meyers (78' Groven), Bosmans, De Meester J. (78' Van Olmen), Bauwens (64' Vander Kracht), Gielen, Knols (78' Beyens)                    | 90' Paepen                               |
| 1 april 2023 16:00 Diksmuide Ref.: Jonas Debruyne            | Famkes Westhoek Diksmuide Merkem                                               | 2 – 4                                           | KRC Genk Ladies B                                                                    | Bils, Gielen (75' Groven), Van Griensven (81' Vander Kracht), Voets, Meyers, Bosmans (70' Gimenez-Tronconi), Paepen, Beyens (81' Ketelslegers), Knols (75' Carroll), De Meester J., Bauwens                     | 79' Paepen                               |
| 1 april 2023 16:00 Diksmuide Ref.: Jonas Debruyne            | Bauwens (og) 7' Callens 75'                                                    | 0 – 1 1 – 1 1 – 2 1 – 3 2 – 3 2 – 4             | 3' Meyers 38' De Meester J. 39' Beyens 90' Groven                                    | Bils, Gielen (75' Groven), Van Griensven (81' Vander Kracht), Voets, Meyers, Bosmans (70' Gimenez-Tronconi), Paepen, Beyens (81' Ketelslegers), Knols (75' Carroll), De Meester J., Bauwens                     | 79' Paepen                               |
| 16 april 2023 15:00 Oud-Heverlee Ref.: Jarno Van Eygen       | OH Leuven B                                                                    | 3 – 3                                           | KRC Genk Ladies B                                                                    | Bils, De Meester T., Van Griensven (88' Groven), Giuga (61' De Meester J.), Voets, Meyers (61' Ketelslegers), Bosmans, Gielen (61' Knols), Bauwens (88' Vander Kracht), Paepen, Gimenez-Tronconi                | 41' Voets                                |
| 16 april 2023 15:00 Oud-Heverlee Ref.: Jarno Van Eygen       | Van Gansbeke 10' Reynders 42' Van Besauw 77'                                   | 1 – 0 1 – 1 1 – 2 2 – 2 2 – 3 3 – 3             | 27' Meyers 30' Giuga 65' Ketelslegers                                                | Bils, De Meester T., Van Griensven (88' Groven), Giuga (61' De Meester J.), Voets, Meyers (61' Ketelslegers), Bosmans, Gielen (61' Knols), Bauwens (88' Vander Kracht), Paepen, Gimenez-Tronconi                | 41' Voets                                |
| 22 april 2023 13:00 Kontich Ref.: Bram Herreweghe            | Kontich FC A                                                                   | 1 – 2                                           | KRC Genk Ladies B                                                                    | Bils, Carroll, Voets (65' De Meester J.), Meyers (45' Janssen), Bosmans, Ketelslegers (85' Gielen), Bauwens , Groven, Paepen, Knols, Gimenez-Tronconi                                                           | 60' Paepen 80' Paepen                    |
| 22 april 2023 13:00 Kontich Ref.: Bram Herreweghe            | Bouker 73'                                                                     | 0 – 1 1 – 1 1 – 2                               | 2' Ketelslegers 85' (pen.) Ketelslegers                                              | Bils, Carroll, Voets (65' De Meester J.), Meyers (45' Janssen), Bosmans, Ketelslegers (85' Gielen), Bauwens , Groven, Paepen, Knols, Gimenez-Tronconi                                                           | 60' Paepen 80' Paepen                    |
| 29 april 2023 14:00 Genk Ref.: Robin Van Gompel              | KRC Genk Ladies B                                                              | 1 – 1                                           | RFC de Liège A                                                                       | Van Wijngaarden, Vanhoudt (70' Ketelslegers), Van Griensven (87' Versluijs), Voets, Bosmans, De Meester J. (87' Groven), Bauwens (83' Vander Kracht), Gielen, Knols, Beyens (70' Janssen), Gimenez-Tronconi     | 90' Bosmans                              |
| 29 april 2023 14:00 Genk Ref.: Robin Van Gompel              | De Meester J. 45'                                                              | 1 – 0 1 – 1                                     | 89' Nicolaije                                                                        | Van Wijngaarden, Vanhoudt (70' Ketelslegers), Van Griensven (87' Versluijs), Voets, Bosmans, De Meester J. (87' Groven), Bauwens (83' Vander Kracht), Gielen, Knols, Beyens (70' Janssen), Gimenez-Tronconi     | 90' Bosmans                              |
| 6 mei 2023 14:00 Zulte Ref.: Kenny Verhaeghe                 | SV Zulte Waregem B                                                             | 0 – 6                                           | KRC Genk Ladies B                                                                    | Bils, Carroll (30' Gimenez-Tronconi), Van Griensven, Voets, Bosmans, De Meester J., Ketelslegers (60' Beyens), Bauwens, Gielen (76' Jacobs), Groven (60' Knols), Paepen                                         | 50' Groven                               |
| 6 mei 2023 14:00 Zulte Ref.: Kenny Verhaeghe                 |                                                                                | 0 – 1 0 – 2 0 – 3 0 – 4 0 – 5 0 – 6             | 6' Voets 29' De Meester J. 62' Van Griensven 76' De Meester J. 86' Knols 87' Bosmans | Bils, Carroll (30' Gimenez-Tronconi), Van Griensven, Voets, Bosmans, De Meester J., Ketelslegers (60' Beyens), Bauwens, Gielen (76' Jacobs), Groven (60' Knols), Paepen                                         | 50' Groven                               |

#### Overzicht
| Speeldag  | 1 | 2 | 3 | 4  | 5  | 6  | 7  | 8  | 9  | 10 | 11 | 12 | 13 | 14 | 15 | 16 | 17 | 18 | 19 | 20 | 21 | 22 | 23 | 24 | 25 | 26 | 27 | 28 | 29 | 30 |
| --------- | - | - | - | -- | -- | -- | -- | -- | -- | -- | -- | -- | -- | -- | -- | -- | -- | -- | -- | -- | -- | -- | -- | -- | -- | -- | -- | -- | -- | -- |
| Resultaat | w | w | w | w  | v  | g  | v  | v  | w  | v  | w  | w  | v  | g  | g  | w  | w  | v  | w  | v  | g  | v  | g  | w  | v  | w  | g  | w  | g  | w  |
| Punten    | 3 | 6 | 9 | 12 | 12 | 13 | 13 | 13 | 16 | 16 | 19 | 22 | 22 | 23 | 24 | 27 | 30 | 30 | 33 | 33 | 34 | 34 | 35 | 38 | 38 | 41 | 42 | 45 | 46 | 49 |

### Beker van BelgiëBeloften
| Wedstrijddetails                                      | Thuisploeg                                                                                | Uitslag                                               | Uitploeg                                                                                                | Opstelling | Kaarten    |
| ----------------------------------------------------- | ----------------------------------------------------------------------------------------- | ----------------------------------------------------- | --- | --- | ---------- |
| 20 augustus 2022 16:00 Mechelen Ref.: Mauro Goyvaerts | KV Mechelen Dames                                                                         | 0 – 6                                                 | KRC Genk Ladies B                                                                                       | Van Wijngaarden, Vanhoudt, Giuga (73' De Meester T.), Voets, Meyers (63' Jermei), Bosmans, De Meester J. (63' Sevarts), Bauwens, Groven , Van Olmen (68' Gimenez-Tronconi), Paepen                  |            |
| 20 augustus 2022 16:00 Mechelen Ref.: Mauro Goyvaerts |                                                                                           | 0 – 1 0 – 2 0 – 3 0 – 4 0 – 5 0 – 6                   | 30' Bauwens 50' De Meester J. 60' De Meester J. 70' Giuga 83' Sevarts 85' Bosmans                       | Van Wijngaarden, Vanhoudt, Giuga (73' De Meester T.), Voets, Meyers (63' Jermei), Bosmans, De Meester J. (63' Sevarts), Bauwens, Groven , Van Olmen (68' Gimenez-Tronconi), Paepen                  |            |
| 5 oktober 2022 20:00 Genk Ref.: Rune Verheyden        | KRC Genk Ladies B                                                                         | 7 – 0                                                 | KVK Tienen                                                                                              | Vanheusden, Wielockx, Pauwels (65' Bauwens), Duijsters (75' De Meester J.), Geraedts (65' Janssen), Van Griensven, Voets, Meyers, Bosmans (75' Gimenez-Tronconi), Groven , Paepen                   | 48' Groven |
| 5 oktober 2022 20:00 Genk Ref.: Rune Verheyden        | Voets 16' Duijsters 21' Geraedts 29' Duijsters 52' Wielockx 71' Wielockx 75' Wielockx 90' | 1 – 0 2 – 0 3 – 0 4 – 0 5 – 0 6 – 0 7 – 0             | | Vanheusden, Wielockx, Pauwels (65' Bauwens), Duijsters (75' De Meester J.), Geraedts (65' Janssen), Van Griensven, Voets, Meyers, Bosmans (75' Gimenez-Tronconi), Groven , Paepen                   | 48' Groven |
| 25 oktober 2022 20:00 Genk Ref.: Walter Gijsen        | KRC Genk Ladies B                                                                         | 2 – 7                                                 | OH Leuven A                                                                                             | Van Wijngaarden, Wielockx (46' De Meester J.), Gielen S. (62' Gielen C.), Van Griensven (78' Sevarts), Voets, Meyers (69' Janssen), Bosmans, Bauwens (62' Paepen), Groven, Beyens, Gimenez-Tronconi |            |
| 25 oktober 2022 20:00 Genk Ref.: Walter Gijsen        | Beyens 72' Beyens 78'                                                                     | 0 – 1 0 – 2 0 – 3 0 – 4 0 – 5 0 – 6 1 – 6 2 – 6 2 – 7 | 13' Coenraets 20' Eurlings 40' Van Dijk 43' Van Dijk 50' Van Schoonhoven 66' Van Kerkhoven 87' Janssens | Van Wijngaarden, Wielockx (46' De Meester J.), Gielen S. (62' Gielen C.), Van Griensven (78' Sevarts), Voets, Meyers (69' Janssen), Bosmans, Bauwens (62' Paepen), Groven, Beyens, Gimenez-Tronconi |            |

## Jong Beloften

### Oefenwedstrijden Jong Beloften
Hieronder een overzicht van de oefenwedstrijden die KRC Genk Ladies C tijdens het seizoen 2022/23 speelde.
| Datum      | Thuis/Uit | Tegenstander         | Score |
| ---------- | --------- | -------------------- | ----- |
| 23-07-2022 | Uit       | VC Moldavo           | 2 – 2 |
| 31-07-2022 | Uit       | KVV Zepperen-Brustem | 0 – 8 |
| 03-08-2022 | Uit       | FC Alken             | 7 – 3 |
| 06-08-2022 | Thuis     | VC Moldavo           | 8 – 4 |
| 15-08-2022 | Thuis     | KFC Herent           | 4 – 1 |
| 20-08-2022 | Uit       | SC Mechelen          | 2 – 0 |
| 07-04-2023 | Uit       | Feyenoord Rotterdam  | 2 – 1 |

### Vrouwen 1ste Provinciale
| Wedstrijddetails                                                                                   | Thuisploeg | Uitslag                                                      | Uitploeg                                                         | Opstelling | Kaarten                                                |
| -------------------------------------------------------------------------------------------------- | --- | ------------------------------------------------------------ | ---------------------------------------------------------------- | --- | ------------------------------------------------------ |
| Competitie                                                                                         | |                                                              |                                                                  | |                                                        |
| 10 september 2022 15:00 Genk Ref.: Robin Van Gompel                                                | KRC Genk Ladies C | 4 – 0                                                        | Sporting Hasselt                                                 | Bils, Ketelslegers, Jacobs , De Prins (46' Prevost), Bollen, Cappa, Knols, Severy (46' Vandebeeck), Jeuken (46' Vandeurzen), Waltens (62' Satory), Vander Kracht       | 68' Satory                                             |
| 10 september 2022 15:00 Genk Ref.: Robin Van Gompel                                                | De Prins 17' Ketelslegers 31' Prevost 74' Vander Kracht 83'                                                                               | 1 – 0 2 – 0 3 – 0 4 – 0                                      |                                                                  | Bils, Ketelslegers, Jacobs , De Prins (46' Prevost), Bollen, Cappa, Knols, Severy (46' Vandebeeck), Jeuken (46' Vandeurzen), Waltens (62' Satory), Vander Kracht       | 68' Satory                                             |
| 16 september 2022 20:00 Axor Arena Bocholt Ref.: Evelyne Schoofs                                   | Bocholter VV A | 5 – 3                                                        | KRC Genk Ladies C                                                | Bils, Fourrier , Bollen, Cappa, Vandebeeck, Knols, Severy (61' Crombez), Jeuken, Satory (63' Prevost), Vandenberk (58' Van De Rijdt), Vander Kracht                    | 42' Vandenberk                                         |
| 16 september 2022 20:00 Axor Arena Bocholt Ref.: Evelyne Schoofs                                   | Pouls 31' Vandersteegen 34' Verweyen 55' Pouls 63' 90+6' Van Moorsel                                                                      | 1 – 0 2 – 0 3 – 0 3 – 1 4 – 1 4 – 2 4 – 3 5 – 3              | 56' Cappa 68' Van De Rijdt 87' Vandebeeck                        | Bils, Fourrier , Bollen, Cappa, Vandebeeck, Knols, Severy (61' Crombez), Jeuken, Satory (63' Prevost), Vandenberk (58' Van De Rijdt), Vander Kracht                    | 42' Vandenberk                                         |
| 21 september 2022 20:00 Genk Ref.: Jan Fourier                                                     | KRC Genk Ladies C | 3 – 1                                                        | FC Diepenbeek A                                                  | Bils, Fourrier, Gielen , Van Olmen (70' Satory), Versluijs, Vandebeeck (81' Crombez), Knols, Janssen (75' Vandenberk), Vandeurzen, Waltens, Vander Kracht (81' Severy) |                                                        |
| 21 september 2022 20:00 Genk Ref.: Jan Fourier                                                     | Vandebeeck 9' Knols 47' Waltens 88' | 1 – 0 1 – 1 2 – 1 3 – 1                                      | 39' Kleinhout                                                    | Bils, Fourrier, Gielen , Van Olmen (70' Satory), Versluijs, Vandebeeck (81' Crombez), Knols, Janssen (75' Vandenberk), Vandeurzen, Waltens, Vander Kracht (81' Severy) |                                                        |
| 2 oktober 2022 14:00 Sint-Truiden Ref.: Joseph Aerts Uitslag bepaald op 0-5 o.w.v. klasseverlaging | Sint-Truidense VV B | 0 – 5                                                        | KRC Genk Ladies C                                                | Collette, Ketelslegers (55' Prevost), Fourrier , Bollen, Versluijs, Knols, Severy (58' Crombez), Beyens, Vandeurzen, Waltens (51' Janssen), Vander Kracht              | 89' Lambrichts (T1) 90' Versluijs                      |
| 2 oktober 2022 14:00 Sint-Truiden Ref.: Joseph Aerts Uitslag bepaald op 0-5 o.w.v. klasseverlaging | Kerkhofs 12' Kauffmann 47' Hermans 85' | 1 – 0 2 – 0 2 – 1 2 – 2 3 – 2                                | 65' Versluijs 77' Prevost                                        | Collette, Ketelslegers (55' Prevost), Fourrier , Bollen, Versluijs, Knols, Severy (58' Crombez), Beyens, Vandeurzen, Waltens (51' Janssen), Vander Kracht              | 89' Lambrichts (T1) 90' Versluijs                      |
| 8 oktober 2022 15:00 Genk Ref.: Veli Gemici                                                        | KRC Genk Ladies C | 3 – 1                                                        | KFC Eendracht Louwel                                             | Bils, Crombez, Jacobs , Severy, Ketelslegers (46' Beyens), Gielen, Sevarts, Gimenez-Tronconi, De Meester J., Van Olmen (46' Versluijs), Janssen (60' Van De Rijdt)     | 88' Gimenez-Tronconi                                   |
| 8 oktober 2022 15:00 Genk Ref.: Veli Gemici                                                        | Jacobs 42' (pen.) Beyens 53' Versluijs 77' De Meester J. 84'                                                                              | 0 – 1 1 – 1 2 – 1 3 – 1 4 – 1                                | 13' Salden                                                       | Bils, Crombez, Jacobs , Severy, Ketelslegers (46' Beyens), Gielen, Sevarts, Gimenez-Tronconi, De Meester J., Van Olmen (46' Versluijs), Janssen (60' Van De Rijdt)     | 88' Gimenez-Tronconi                                   |
| 15 oktober 2022 12:30 Genk Ref.: Valerio Marai                                                     | KRC Genk Ladies C | 10 – 0                                                       | Bokrijk Sport A                                                  | Bils, Knols, Vandeurzen, Ketelslegers, Fourrier, Crombez (46' Prevost), Jacobs , De Prins (46' Severy), Bollen (58' Versluijs), Loyen, Valee (58' Vander Kracht)       |                                                        |
| 15 oktober 2022 12:30 Genk Ref.: Valerio Marai                                                     | Bollen 3' Knols 29' Crombez 43' Versluijs 60' Vander Kracht 65' Versluijs 66' Versluijs 68' Ketelslegers 75' Ketelslegers 76' Prevost 90' | 1 – 0 2 – 0 3 – 0 4 – 0 5 – 0 6 – 0 7 – 0 8 – 0 9 – 0 10 – 0 |                                                                  | Bils, Knols, Vandeurzen, Ketelslegers, Fourrier, Crombez (46' Prevost), Jacobs , De Prins (46' Severy), Bollen (58' Versluijs), Loyen, Valee (58' Vander Kracht)       |                                                        |
| 21 oktober 2022 20:00 Bilzen Ref.: Jean-Marie Steegen                                              | DV Bilzen United | 0 – 0                                                        | KRC Genk Ladies C                                                | Bils, Fourrier, Jacobs , Bollen, Versluijs, Cappa (46' Prevost), Knols, Sevarts (75' Loyen), Janssen, Vander Kracht (75' Severy), Gimenez-Tronconi                     |                                                        |
| 21 oktober 2022 20:00 Bilzen Ref.: Jean-Marie Steegen                                              | |                                                              |                                                                  | Bils, Fourrier, Jacobs , Bollen, Versluijs, Cappa (46' Prevost), Knols, Sevarts (75' Loyen), Janssen, Vander Kracht (75' Severy), Gimenez-Tronconi                     |                                                        |
| 28 oktober 2022 20:00 Hasselt Ref.: Robin Collette                                                 | Sporting Hasselt | 1 – 1                                                        | KRC Genk Ladies C                                                | Collette, Fourrier, Jacobs , Luts (80' Crombez), Cappa (46' Severy), Vandebeeck, Knols, Satory (70' Faut), Vandeurzen (70' Valee), Waltens, Vander Kracht              |                                                        |
| 28 oktober 2022 20:00 Hasselt Ref.: Robin Collette                                                 | Coenen 55' | 0 – 1 1 – 1                                                  | 53' Vandebeeck                                                   | Collette, Fourrier, Jacobs , Luts (80' Crombez), Cappa (46' Severy), Vandebeeck, Knols, Satory (70' Faut), Vandeurzen (70' Valee), Waltens, Vander Kracht              |                                                        |
| 4 november 2022 20:00 Genk Ref.: Ozcan Pinarci                                                     | KRC Genk Ladies C | 0 – 2                                                        | Bocholter VV A                                                   | Collette, Fourrier (65' Severy), Van Olmen (56' Satory), Bollen, Loyen (74' Crombez), Versluijs, Prevost, Knols, Sevarts (56' Vander Kracht), Janssen, Vandeurzen      |                                                        |
| 4 november 2022 20:00 Genk Ref.: Ozcan Pinarci                                                     | | 0 – 1 0 – 2                                                  | 37' Van Moorsel 54' Vandersteegen                                | Collette, Fourrier (65' Severy), Van Olmen (56' Satory), Bollen, Loyen (74' Crombez), Versluijs, Prevost, Knols, Sevarts (56' Vander Kracht), Janssen, Vandeurzen      |                                                        |
| 11 november 2022 20:15 Diepenbeek Ref.: Chris Smeets                                               | FC Diepenbeek A | 4 – 3                                                        | KRC Genk Ladies C                                                | Bils, Fourrier , Bollen, Loyen, Versluijs, Cappa, Knols (85' Crombez), Sevarts, Severy, Janssen (46' Vandenberk), Vander Kracht (70' Waltens)                          | 60' Versluijs 90' Vanhaeren (T1) 90+2' Vanhaeren (T1)  |
| 11 november 2022 20:15 Diepenbeek Ref.: Chris Smeets                                               | Kleinhout 20' Meekers 22' Meekers 29' Kleinhout 82'                                                                                       | 1 – 0 2 – 0 3 – 0 3 – 1 3 – 2 3 – 3 4 – 3                    | 30' Versluijs 57' Knols 79' (pen.) Versluijs                     | Bils, Fourrier , Bollen, Loyen, Versluijs, Cappa, Knols (85' Crombez), Sevarts, Severy, Janssen (46' Vandenberk), Vander Kracht (70' Waltens)                          | 60' Versluijs 90' Vanhaeren (T1) 90+2' Vanhaeren (T1)  |
| 19 november 2022 14:30 Genk Ref.: Forfait                                                          | KRC Genk Ladies C | 5 – 0                                                        | Sint-Truidense VV B                                              | |                                                        |
| 19 november 2022 14:30 Genk Ref.: Forfait                                                          | |                                                              |                                                                  | |                                                        |
| 3 december 2022 15:00 Oudsbergen Ref.: Emiel Reynders                                              | KFC Eendracht Louwel | 2 – 5                                                        | KRC Genk Ladies C                                                | Bils, Van Olmen, Bollen (46' Prevost), Versluijs, Cappa (46' Knols), Sevarts (46' Crombez), Severy, Janssen, Vandeurzen, Waltens, Vander Kracht (61' Valee)            |                                                        |
| 3 december 2022 15:00 Oudsbergen Ref.: Emiel Reynders                                              | Breuls 49' Bijnens 55' | 0 – 1 0 – 2 0 – 3 0 – 4 1 – 4 2 – 4 2 – 5                    | 5' Cappa 16' Bollen 29' Versluijs 33' Versluijs 56' Waltens      | Bils, Van Olmen, Bollen (46' Prevost), Versluijs, Cappa (46' Knols), Sevarts (46' Crombez), Severy, Janssen, Vandeurzen, Waltens, Vander Kracht (61' Valee)            |                                                        |
| 10 december 2022 14:30 Genk Ref.: Forfait                                                          | Bokrijk Sport A | 0 – 5                                                        | KRC Genk Ladies C                                                | |                                                        |
| 10 december 2022 14:30 Genk Ref.: Forfait                                                          | |                                                              |                                                                  | |                                                        |
| 17 december 2022 13:15 Genk Ref.: Bart Jordens                                                     | KRC Genk Ladies C | 0 – 5                                                        | DV Bilzen United                                                 | |                                                        |
| 17 december 2022 13:15 Genk Ref.: Bart Jordens                                                     | |                                                              |                                                                  | |                                                        |
| 14 januari 2023 14:30 Genk Ref.: Johnny Bottu                                                      | KRC Genk Ladies C | 3 – 3                                                        | Sporting Hasselt                                                 | Bils, Bollen, Loyen, Versluijs (88' Valee), Cappa, Prevost (62' Satory), Knols , Severy (46' Vandeurzen), Jeuken, Vandenberk, Vander Kracht (89' Waltens)              |                                                        |
| 14 januari 2023 14:30 Genk Ref.: Johnny Bottu                                                      | Vander Kracht 23' Knols 57' Cappa 65' | 0 – 1 1 – 1 1 – 2 2 – 2 3 – 2 3 – 3                          | 17' Coenen 31' Knapen 90' Houbrechts                             | Bils, Bollen, Loyen, Versluijs (88' Valee), Cappa, Prevost (62' Satory), Knols , Severy (46' Vandeurzen), Jeuken, Vandenberk, Vander Kracht (89' Waltens)              |                                                        |
| 27 januari 2023 20:15 Genk Ref.: Kani Massoma Essome                                               | KRC Genk Ladies C | 3 – 1                                                        | FC Diepenbeek A                                                  | Bils, Jacobs (70' Vandeurzen), Bollen, Loyen, Versluijs (77' Valee), Cappa, Prevost, Vandebeeck (77' Waltens), Knols , Jeuken (60' Severy), Vandenberk                 |                                                        |
| 27 januari 2023 20:15 Genk Ref.: Kani Massoma Essome                                               | Vandenberk 3' Cappa 48' Knols 55' | 1 – 0 1 – 1 2 – 1 3 – 1                                      | 28' Vandermaesen                                                 | Bils, Jacobs (70' Vandeurzen), Bollen, Loyen, Versluijs (77' Valee), Cappa, Prevost, Vandebeeck (77' Waltens), Knols , Jeuken (60' Severy), Vandenberk                 |                                                        |
| 5 februari 2023 14:00 Sint-Truiden Ref.: Andre Cox                                                 | Sint-Truidense VV B | 0 – 0                                                        | KRC Genk Ladies C                                                | Bils, Bollen, Loyen, Versluijs (83' Waltens), Cappa , Prevost (46' Knols), Vandebeeck, Severy (67' Valee), Jeuken (75' Satory), Vandeurzen, Vandenberk                 |                                                        |
| 5 februari 2023 14:00 Sint-Truiden Ref.: Andre Cox                                                 | |                                                              |                                                                  | Bils, Bollen, Loyen, Versluijs (83' Waltens), Cappa , Prevost (46' Knols), Vandebeeck, Severy (67' Valee), Jeuken (75' Satory), Vandeurzen, Vandenberk                 |                                                        |
| 11 februari 2023 15:00 Genk Ref.: Stefan Vanderfeesten                                             | KRC Genk Ladies C | 7 – 0                                                        | KFC Eendracht Louwel                                             | Bils, Severy, Waltens, Vandeurzen, Jeuken (46' Valee), Vandebeeck (57' Luts), Vandenberk, Vander Kracht, Prevost (57' Satory), Cappa , Versluijs                       |                                                        |
| 11 februari 2023 15:00 Genk Ref.: Stefan Vanderfeesten                                             | Prevost 1' Vandebeeck 16' Versluijs 31' Prevost 37' Cappa 55' Satory 61' Cappa 71'                                                        | 1 – 0 2 – 0 3 – 0 4 – 0 5 – 0 6 – 0 7 – 0                    |                                                                  | Bils, Severy, Waltens, Vandeurzen, Jeuken (46' Valee), Vandebeeck (57' Luts), Vandenberk, Vander Kracht, Prevost (57' Satory), Cappa , Versluijs                       |                                                        |
| 15 februari 2023 20:00 Bocholt Ref.: Joannes Maria Tielen                                          | Bocholter VV A | 1 – 1                                                        | KRC Genk Ladies C                                                | Oost, Versluijs (86' Bollen), Cappa (86' Valee), Prevost (86' Waltens), Vandebeeck (81' Satory), Knols, Severy, Jeuken, Vandeurzen, Vandenberk, Vander Kracht          | 37' Severy 68' Vandeurzen 79' Vanhaeren (T1) 90' Valee |
| 15 februari 2023 20:00 Bocholt Ref.: Joannes Maria Tielen                                          | Segers 87' (pen.) | 1 – 0 1 – 1                                                  | 89' Satory                                                       | Oost, Versluijs (86' Bollen), Cappa (86' Valee), Prevost (86' Waltens), Vandebeeck (81' Satory), Knols, Severy, Jeuken, Vandeurzen, Vandenberk, Vander Kracht          | 37' Severy 68' Vandeurzen 79' Vanhaeren (T1) 90' Valee |
| 22 februari 2023 19:30 Genk Ref.: Christos Karafotiou                                              | KRC Genk Ladies C | 10 – 0                                                       | Bokrijk Sport A                                                  | Bils, Versluijs, Janssen, Prevost, Severy, Knols (46' Waltens), Satory (63' Elhariri), Jeuken, Vandenberk, Vandeurzen, Vander Kracht (63' Brackez)                     |                                                        |
| 22 februari 2023 19:30 Genk Ref.: Christos Karafotiou                                              | Vandenberk 5' Versluijs 8' Knols 29' Versluijs 39' Knols 41' Satory 51' Satory 63' Severy 64' Vandenberk 67' Severy 68'                   | 1 – 0 2 – 0 3 – 0 4 – 0 5 – 0 6 – 0 7 – 0 8 – 0 9 – 0 10 – 0 |                                                                  | Bils, Versluijs, Janssen, Prevost, Severy, Knols (46' Waltens), Satory (63' Elhariri), Jeuken, Vandenberk, Vandeurzen, Vander Kracht (63' Brackez)                     |                                                        |
| 3 maart 2023 20:00 Bilzen Ref.: Johnny Bottu                                                       | DV Bilzen United | 6 – 0                                                        | KRC Genk Ladies C                                                | Bils, Bollen (46' Valee), Loyen, Versluijs, Prevost, Vandebeeck, Severy (76' Van De Rijdt), Jeuken (76' Satory), Vandeurzen (46' Luts), Vandenberk , Waltens           |                                                        |
| 3 maart 2023 20:00 Bilzen Ref.: Johnny Bottu                                                       | Dirx 6' Merken 21' Dirx 22' Biesmans 39' Jongen 41' Dirkx 90'                                                                             | 1 – 0 2 – 0 3 – 0 4 – 0 5 – 0 6 – 0                          |                                                                  | Bils, Bollen (46' Valee), Loyen, Versluijs, Prevost, Vandebeeck, Severy (76' Van De Rijdt), Jeuken (76' Satory), Vandeurzen (46' Luts), Vandenberk , Waltens           |                                                        |
| 10 maart 2023 20:00 Hasselt Ref.: Steve Vanhentenryk                                               | Sporting Hasselt | 2 – 6                                                        | KRC Genk Ladies C                                                | Oost, Jacobs, Luts (66' Van De Rijdt), Valee (64' Bollen), Versluijs, Vandebeeck (66' Janssen), Severy, Jeuken (60' Elhariri), Vandeurzen, Vandenberk , Waltens        | 6' Vandenberk                                          |
| 10 maart 2023 20:00 Hasselt Ref.: Steve Vanhentenryk                                               | Donné 55' Vanolst 56' | 0 – 1 0 – 2 0 – 3 1 – 3 2 – 3 2 – 4 2 – 5 2 – 6              | 23' Jacobs 38' Versluijs 48' Luts 60' Luts 82' Bollen 83' Bollen | Oost, Jacobs, Luts (66' Van De Rijdt), Valee (64' Bollen), Versluijs, Vandebeeck (66' Janssen), Severy, Jeuken (60' Elhariri), Vandeurzen, Vandenberk , Waltens        | 6' Vandenberk                                          |
| 18 maart 2023 15:00 Genk Ref.: David Beckers                                                       | KRC Genk Ladies C | 2 – 0                                                        | Bocholter VV A                                                   | Collette, Ketelslegers (65' Vandebeeck), Groven, Jacobs, Van Olmen (58' Vandenberk), Luts, Bollen (65' Jeuken), Loyen, Versluijs, Cappa (61' Waltens), Vandeurzen      |                                                        |
| 18 maart 2023 15:00 Genk Ref.: David Beckers                                                       | Versluijs 36' (pen.) Groven 45' | 1 – 0 2 – 0 2 – 1 2 – 2                                      | 81' Pouls 86' Vandersteegen                                      | Collette, Ketelslegers (65' Vandebeeck), Groven, Jacobs, Van Olmen (58' Vandenberk), Luts, Bollen (65' Jeuken), Loyen, Versluijs, Cappa (61' Waltens), Vandeurzen      |                                                        |
| 21 maart 2023 20:30 Diepenbeek Ref.: Francisco Aquino                                              | FC Diepenbeek A | 0 – 2                                                        | KRC Genk Ladies C                                                | Bils, Van De Rijdt (52' Elhariri), Bollen, Valee (64' Luts), Cappa , Prevost, Severy, Jeuken (52' Versluijs), Vandeurzen, Vandenberk, Waltens (68' Satory)             | 56' Vandeurzen                                         |
| 21 maart 2023 20:30 Diepenbeek Ref.: Francisco Aquino                                              | | 0 – 1 0 – 2                                                  | 19' Bollen 88' Cappa                                             | Bils, Van De Rijdt (52' Elhariri), Bollen, Valee (64' Luts), Cappa , Prevost, Severy, Jeuken (52' Versluijs), Vandeurzen, Vandenberk, Waltens (68' Satory)             | 56' Vandeurzen                                         |
| 1 april 2023 13:00 Genk Ref.: Ak Alparslan                                                         | KRC Genk Ladies C | 5 – 1                                                        | Sint-Truidense VV B                                              | Swerts, Van Olmen (60' Satory), Bollen, Versluijs, Cappa (57' Vandebeeck), Prevost (60' Van De Rijdt), Severy, Janssen, Vandeurzen (42' Valee), Vandenberk, Waltens    | 58' Versluijs 65' Vandenberk                           |
| 1 april 2023 13:00 Genk Ref.: Ak Alparslan                                                         | Versluijs 10' Prevost 23' Van De Rijdt 66' Versluijs 74' Van De Rijdt 83'                                                                 | 1 – 0 2 – 0 2 – 1 3 – 1 4 – 1 5 – 1                          | 55' Vandebroek                                                   | Swerts, Van Olmen (60' Satory), Bollen, Versluijs, Cappa (57' Vandebeeck), Prevost (60' Van De Rijdt), Severy, Janssen, Vandeurzen (42' Valee), Vandenberk, Waltens    | 58' Versluijs 65' Vandenberk                           |
| 15 april 2023 17:00 Oudsbergen Ref.: Angelo Di Giuseppe                                            | KFC Eendracht Louwel | 1 – 1                                                        | KRC Genk Ladies C                                                | Swerts, Jacobs (49' Van De Rijdt), Van Olmen (54' Satory), Bollen, Cappa , Prevost, Vandebeeck, Severy, Jeuken (35' Valee), Janssen, Waltens                           | 72' Valee                                              |
| 15 april 2023 17:00 Oudsbergen Ref.: Angelo Di Giuseppe                                            | Breuls 45' | 1 – 0 1 – 1                                                  | 63' Satory                                                       | Swerts, Jacobs (49' Van De Rijdt), Van Olmen (54' Satory), Bollen, Cappa , Prevost, Vandebeeck, Severy, Jeuken (35' Valee), Janssen, Waltens                           | 72' Valee                                              |
| 25 april 2023 20:00 Genk Ref.: Jan Foerier                                                         | KRC Genk Ladies C | 6 – 2                                                        | DV Bilzen United                                                 | Bils, Van De Rijdt (53' Bollen), Jacobs (55' Cappa), Valee (48' Luts), Versluijs, Prevost, Vandebeeck , Severy, Vandeurzen, Vandenberk, Waltens (55' Jeuken)           | 58' Versluijs 65' Vandenberk                           |
| 25 april 2023 20:00 Genk Ref.: Jan Foerier                                                         | Prevost 9' Versluijs 13' Vandebeeck 50' Bollen 56' Versluijs 72' Versluijs 77'                                                            | 1 – 0 2 – 0 2 – 1 3 – 1 4 – 1 5 – 1 5 – 2 6 – 2              | 37' Biesmans 75' Biesmans                                        | Bils, Van De Rijdt (53' Bollen), Jacobs (55' Cappa), Valee (48' Luts), Versluijs, Prevost, Vandebeeck , Severy, Vandeurzen, Vandenberk, Waltens (55' Jeuken)           | 58' Versluijs 65' Vandenberk                           |
| Eindronde Vrouwen Stijgen                                                                          | |                                                              |                                                                  | |                                                        |
| 7 mei 2023 15:00 Genk Ref.: Robin Van Gompel                                                       | KRC Genk Ladies C | 2 – 0                                                        | Bocholter VV A                                                   | Oost, Van De Rijdt, Luts (48' Waltens), Bollen, Valee (46' Severy), Versluijs, Prevost, Vandebeeck , Jeuken (46' Vandeurzen), Janssen, Vandenberk                      |                                                        |
| 7 mei 2023 15:00 Genk Ref.: Robin Van Gompel                                                       | Versluijs 48' Versluijs 54' | 1 – 0 2 – 0                                                  |                                                                  | Oost, Van De Rijdt, Luts (48' Waltens), Bollen, Valee (46' Severy), Versluijs, Prevost, Vandebeeck , Jeuken (46' Vandeurzen), Janssen, Vandenberk                      |                                                        |
| 14 mei 2023 15:00 Genk Ref.: Yavuz Akcin                                                           | KRC Genk Ladies C | 3 – 0                                                        | KSK Beveren                                                      | Oost, Severy F., Van De Rijdt, Versluijs, Cappa , Janssen (60' Vandebeeck), Severy E. (45' Luts), Satory (45' Vandenberk), Vandeurzen, Waltens, Elhariri (60' Merola)  |                                                        |
| 14 mei 2023 15:00 Genk Ref.: Yavuz Akcin                                                           | Versluijs 10' Versluijs 60' Versluijs 80'                                                                                                 | 1 – 0 2 – 0 3 – 0                                            |                                                                  | Oost, Severy F., Van De Rijdt, Versluijs, Cappa , Janssen (60' Vandebeeck), Severy E. (45' Luts), Satory (45' Vandenberk), Vandeurzen, Waltens, Elhariri (60' Merola)  |                                                        |
| 18 mei 2023 11:00 Genk Ref.: Bart Jordens                                                          | KRC Genk Ladies C | 2 – 4                                                        | Kontich FC B                                                     | Swerts, Severy, Van De Rijdt (68' Elhariri), Luts (50' Satory), Versluijs, Cappa , Vandebeeck (68' Merola), Janssen (50' Jeuken), Severy, Vandenberk, Waltens          | 70' Satory                                             |
| 18 mei 2023 11:00 Genk Ref.: Bart Jordens                                                          | Versluijs 42' Versluijs 49' | 0 – 1 0 – 2 1 – 2 2 – 2 2 – 3 2 – 4                          | 12' Van Dijck 17' Amezian 53' Amezian 75' Van Dijck              | Swerts, Severy, Van De Rijdt (68' Elhariri), Luts (50' Satory), Versluijs, Cappa , Vandebeeck (68' Merola), Janssen (50' Jeuken), Severy, Vandenberk, Waltens          | 70' Satory                                             |
| 25 mei 2023 20:00 Genk Ref.: Michaël Felicien Muamba Kalenge                                       | KRC Genk Ladies C | 2 – 2 Strafschoppen: 4 – 5                                   | Leeuw Brucom                                                     | Oost, Van De Rijdt, Luts (74' Merola), Bollen (71' Van Den Bergh), Versluijs, Cappa , Prevost, Severy E. (71' Severy F.), Satory, Vandeurzen (45' Janssen), Vandenberk | 84' Cappa                                              |
| 25 mei 2023 20:00 Genk Ref.: Michaël Felicien Muamba Kalenge                                       | Satory 16' Satory 50' | 0 – 1 1 – 1 2 – 1 2 – 2                                      | 7' Loobuyck 61' Lescrauwaet                                      | Oost, Van De Rijdt, Luts (74' Merola), Bollen (71' Van Den Bergh), Versluijs, Cappa , Prevost, Severy E. (71' Severy F.), Satory, Vandeurzen (45' Janssen), Vandenberk | 84' Cappa                                              |

#### Overzicht
| Speeldag  | 1 | 2 | 3 | 4 | 5  | 6  | 7  | 8  | 9  | 10 | 11 | 12 | 13 | 14 | 15 | 16 | 17 | 18 | 19 | 20 | 21 | 22 | 23 | 24 |
| --------- | - | - | - | - | -- | -- | -- | -- | -- | -- | -- | -- | -- | -- | -- | -- | -- | -- | -- | -- | -- | -- | -- | -- |
| Resultaat | w | v | w | w | w  | g  | g  | v  | v  | w  | w  | v  | g  | w  | g  | w  | g  | v  | w  | g  | w  | w  | g  | w  |
| Punten    | 3 | 3 | 6 | 9 | 12 | 13 | 14 | 14 | 14 | 17 | 20 | 20 | 21 | 24 | 25 | 28 | 29 | 29 | 32 | 33 | 36 | 39 | 40 | 43 |

### Beker van Limburg
| Wedstrijddetails                                        | Thuisploeg | Uitslag | Uitploeg                                                         | Opstelling | Kaarten |
| ------------------------------------------------------- | --- | --- | ---------------------------------------------------------------- | --- | ------- |
| 7 september 2022 19:00 Genk Ref.: Valerio Marai         | KRC Genk Ladies C | 10 – 2 | FC Diepenbeek A                                                  | De Munnynck, Ketelslegers, Gielen , Jacobs, Vandebeeck (58' Bollen), Knols (64' Satory), Sevarts (64' Vandenberk), Beyens, Janssen, Vandeurzen (58' Severy), Vander Kracht |         |
| 7 september 2022 19:00 Genk Ref.: Valerio Marai         | Ketelslegers 17' Sevarts 23' Jacobs 38' Vander Kracht 43' Sevarts 57' Gielen 72' Jacobs 74' Beyens 80' Vandenberk 90' Beyens 90' | 1 – 0 2 – 0 3 – 0 4 – 0 4 – 1 4 – 2 5 – 2 6 – 2 7 – 2 8 – 2 9 – 2 10 – 2                                                           | 47' Kerkhofs 53' Jacobs (own)                                    | De Munnynck, Ketelslegers, Gielen , Jacobs, Vandebeeck (58' Bollen), Knols (64' Satory), Sevarts (64' Vandenberk), Beyens, Janssen, Vandeurzen (58' Severy), Vander Kracht |         |
| 25 november 2022 20:00 Genk Ref.: Ramazan Isci          | KRC Genk Ladies C | 19 – 1 | Dames Fufo Beringen                                              | Collette, Jacobs , Loyen (46' Bollen), Versluijs, Cappa (46' Valee), Knols (46' Crombez), Sevarts, Severy, Janssen, Vandeurzen, Vander Kracht (46' Waltens)                |         |
| 25 november 2022 20:00 Genk Ref.: Ramazan Isci          | Versluijs 27' Sevarts 28' Versluijs 30' Versluijs 32' Vander Kracht 34' Versluijs 40' Jacobs 44' Bollen 49' Versluijs 53' Bollen 58' Janssen 59' Versluijs 60' Bollen 70' Versluijs 71' Crombez 76' Sevarts 78' Crombez 82' Jacobs 84' Sevarts 88' | 1 – 0 2 – 0 3 – 0 4 – 0 5 – 0 6 – 0 7 – 0 8 – 0 9 – 0 10 – 0 11 – 0 12 – 0 13 – 0 14 – 0 15 – 0 16 – 0 17 – 0 18 – 0 18 – 1 19 – 1 | 86' (pen.) Claes                                                 | Collette, Jacobs , Loyen (46' Bollen), Versluijs, Cappa (46' Valee), Knols (46' Crombez), Sevarts, Severy, Janssen, Vandeurzen, Vander Kracht (46' Waltens)                |         |
| 7 januari 2023 14:30 Zepperen Ref.: Ronny Kempeneers    | KVV Zepperen-Brustem | 1 – 4 | KRC Genk Ladies C                                                | Bils, Lieben (46' Rossi), Van De Rijdt, Versluijs, Vandebeeck (60' Crabbé), Severy , Jeuken (60' Hufkens), Vandeurzen, Vandenberk, Waltens, Vander Kracht                  |         |
| 7 januari 2023 14:30 Zepperen Ref.: Ronny Kempeneers    | Erlich 43' (pen.) | 0 – 1 0 – 2 0 – 3 1 – 3 1 – 4 | 25' Lieben 32' Lieben 40' Van De Rijdt 60' Versluijs             | Bils, Lieben (46' Rossi), Van De Rijdt, Versluijs, Vandebeeck (60' Crabbé), Severy , Jeuken (60' Hufkens), Vandeurzen, Vandenberk, Waltens, Vander Kracht                  |         |
| 5 april 2023 20:15 Sint-Truiden Ref.: Bram Coukelberghs | Sint-Truidense VV B | 1 – 5 | KRC Genk Ladies C                                                | Bils, Ketelslegers, Jacobs, Luts (61' Vandeurzen), Bollen (64' Van de Rijdt), Valee, Versluijs, Prevost, Vandebeeck , Jeuken (61' Elhariri), Waltens                       |         |
| 5 april 2023 20:15 Sint-Truiden Ref.: Bram Coukelberghs | Corten 90' | 0 – 1 0 – 2 0 – 3 0 – 4 0 – 5 1 – 5                                                                                                | 18' Versluijs 40' Bollen 54' Luts 68' Versluijs 85' Ketelslegers | Bils, Ketelslegers, Jacobs, Luts (61' Vandeurzen), Bollen (64' Van de Rijdt), Valee, Versluijs, Prevost, Vandebeeck , Jeuken (61' Elhariri), Waltens                       |         |
| Bekerfinale                                             | | |                                                                  | |         |
| 13 mei 2023 16:30 Bilzen Ref.: Gunther Jacobs           | KRC Genk Ladies C | 0 – 0 Strafschoppen: 1 – 3 | DV Bilzen United                                                 | Bils, Jacobs (10' Knols), Luts, Bollen, Versluijs (62' Van De Rijdt), Prevost (67' Valee), Vandebeeck , Severy, Vandeurzen (46' Cappa), Vandenberk, Waltens (46' Jeuken)   |         |
| 13 mei 2023 16:30 Bilzen Ref.: Gunther Jacobs           | | |                                                                  | Bils, Jacobs (10' Knols), Luts, Bollen, Versluijs (62' Van De Rijdt), Prevost (67' Valee), Vandebeeck , Severy, Vandeurzen (46' Cappa), Vandenberk, Waltens (46' Jeuken)   |         |